# 1936
| [ Edytuj tabelę ]                                                | |
| Prezydent Polski                                                 | - 1926 Ignacy Mościcki 1939 |
| Premier Polski                                                   | - 1935 Marian Zyndram- -Kościałkowski 1936 - 1936 Felicjan Sławoj Składkowski 1939 |
| Król Afganistanu                                                 | - 1933 Mohammad Zaher Szah 1973 |
| Premier Afganistanu                                              | - 1929 Mohammad Haszim Chan 1946 |
| Król Albanii                                                     | - 1928 Ahmed Zogu 1939 |
| Premier Albanii                                                  | - 1935 Mehdi Frashëri 1936 - 1936 Kosta Kotta 1939 |
| Współksiążęta Andory                                             | - 1920 Justí Guitart i Vilardebó 1940 - 1932 Albert Lebrun 1940 |
| Król Arabii Saudyjskiej                                          | - 1932 Abd al-Aziz ibn Su’ud 1953 |
| Prezydent Argentyny                                              | - 1932 gen. Agustín Pedro Justo 1938 |
| Premier Australii                                                | - 1932 Joseph Lyons 1939 |
| Prezydent Austrii                                                | - 1928 Wilhelm Miklas 1938 |
| Kanclerz Austrii                                                 | - 1934 Kurt Schuschnigg 1938 |
| Król Belgów                                                      | - 1934 Leopold III 1951 |
| Premier Belgii                                                   | - 1935 Paul van Zeeland 1937 |
| Król Bhutanu                                                     | - 1926 Jigme Wangchuck 1952 |
| Prezydent Boliwii                                                | - 1934 José Luis Tejada Sorzano 1936 - 1936 Germán Busch 1936 - 1936 José David Toro 1937 |
| Prezydent Brazylii                                               | - 1930 Getúlio Vargas 1945 |
| Sułtan Brunei                                                    | - 1924 Ahmad Tajuddin 1950 |
| Car Bułgarii                                                     | - 1918 Borys III 1943 |
| Premier Bułgarii                                                 | - 1935 Georgi Kjoseiwanow 1940 |
| Prezydent Chile                                                  | - 1932 Arturo Alessandri Palma 1938 |
| Prezydent Chin                                                   | - 1931 Lin Sen 1943 |
| Prezydent Czechosłowacji                                         | - 1935 Edvard Beneš 1938 |
| Premier Czechosłowacji                                           | - 1935 Milan Hodža 1938 |
| Król Danii                                                       | - 1912 Chrystian X 1947 |
| Premier Danii                                                    | - 1929 Thorvald Stauning 1942 |
| Prezydent Dominikany                                             | - 1930 Rafael Trujillo 1938 |
| Władca Egiptu                                                    | - 1917 Fu’ad I 1936 - 1936 Faruk I 1952 |
| Premier Egiptu                                                   | - 1934 Muhammad Taufik Nasim Pasza 1936 - 1936 Ali Mahir 1936 - 1936 Mustafa an-Nahhas 1937 |
| Prezydent Ekwadoru                                               | - 1935 Federico Páez 1937 |
| Premier Estonii                                                  | - 1933 Konstantin Päts 1938 |
| Cesarz Etiopii                                                   | - 1930 Hajle Syllasje 1936 |
| Premier Etiopii                                                  | - 1927 Ras Tafari Makonnen 1936 - 1936 Wolde Tzaddick 1942 |
| Prezydent Filipin                                                | - 1935 Manuel Quezon 1944 |
| Prezydent Finlandii                                              | - 1931 Pehr Evind Svinhufvud 1937 |
| Premier Finlandii                                                | - 1932 Toivo Mikael Kivimäki 1936 - 1936 Kyösti Kallio 1937 |
| Prezydent Francji                                                | - 1932 Albert Lebrun 1940 |
| Premier Francji                                                  | - 1935 Pierre Laval 1936 - 1936 Albert Sarraut 1936 - 1936 Léon Blum 1937 |
| Prezydent Senatu Wolnego Miasta Gdańska                          | - 1934 Arthur Greiser 1939 |
| Król Grecji                                                      | - 1935 Jerzy II 1947 |
| Premier Grecji                                                   | - 1935 Konstandinos Demerdzis 1936 - 1936 Joanis Metaksas 1941 |
| Prezydent Gwatemali                                              | - 1931 Jorge Ubico 1944 |
| Prezydent Haiti                                                  | - 1930 Sténio Vincent 1941 |
| Prezydent Hiszpanii                                              | - 1931 Niceto Alcalá-Zamora 1936 - 1936 Manuel Azaña 1939 |
| Premier Hiszpanii                                                | - 1935 Manuel Portela Valladares 1936 - 1936 Manuel Azaña 1936 - 1936 Augusto Barcía Trelles 1936 - 1936 Santiago Casares Quiroga 1936 - 1936 Diego Martínez Barrio 1936 - 1936 José Giral 1936 - 1936 Francisco Largo Caballero 1937 |
| Król Holandii                                                    | - 1890 Wilhelmina 1948 |
| Premier Holandii                                                 | - 1933 Hendrikus Colijn 1939 |
| Prezydent Hondurasu                                              | - 1933 Tiburcio Carías Andino 1949 |
| Szach Iranu                                                      | - 1925 Reza Szah Pahlawi 1941 |
| Premier Iranu                                                    | - 1935 Mahmud Dżam 1939 |
| Władca Indii                                                     | - 1910 Jerzy V 1936 - 1936 Edward VIII Windsor 1936 - 1936 Jerzy VI 1950 |
| Król Irlandii                                                    | - 1910 Jerzy V 1936 - 1936 Edward VIII Windsor 1936 - 1936 Jerzy VI Windsor 1949 |
| Premier Irlandii                                                 | - 1932 Éamon de Valera 1948 |
| Cesarz Japonii                                                   | - 1926 Hirohito 1989 |
| Premier Japonii                                                  | - 1934 Keisuke Okada 1936 - 1936 Kōki Hirota 1937 |
| Król Jugosławii                                                  | - 1934 Piotr II 1945 |
| Premier Jugosławii                                               | - 1935 Milan Stojadinović 1939 |
| Premier Kanady                                                   | - 1935 William Lyon Mackenzie King 1948 |
| Emir Kataru                                                      | - 1913 Abd Allah ibn Kasim Al Sani 1949 |
| Prezydent Kolumbii                                               | - 1934 Alfonso López Pumarejo 1938 |
| Patriarcha Konstantynopola                                       | - 1936 Beniamin 1946 |
| Gubernator Korei (okupacja japońska)                             | - 1931 Kazushige Ugaki 1936 - 1936 Jirō Minami 1942 |
| Prezydent Kostaryki                                              | - 1932 Ricardo Jiménez Oreamuno 1936 - 1936 León Cortés Castro 1940 |
| Prezydent Kuby                                                   | - 1935 José Agripino Barnet 1936 - 1936 Miguel Mariano Gómez 1936 - 1936 Federico Laredo Brú 1940 |
| Prezydent Liberii                                                | - 1930 Edwin Barclay 1944 |
| Książę Liechtensteinu                                            | - 1929 Franciszek I 1938 |
| Premier Liechtensteinu                                           | - 1928 Josef Hoop 1945 |
| Prezydent Litwy                                                  | - 1926 Antanas Smetona 1940 |
| Premier Litwy                                                    | - 1929 Juozas Tūbelis 1938 |
| Wielki książę Luksemburga                                        | - 1919 Szarlotta 1964 |
| Premier Luksemburga                                              | - 1926 Joseph Bech 1937 |
| Prezydent Łotwy                                                  | - 1930 Alberts Kviesis 1936 - 1936 Kārlis Ulmanis 1940 |
| Premier Łotwy                                                    | - 1934 Kārlis Ulmanis 1940 |
| Cesarz Mandżukuo                                                 | - 1934 Pu Yi 1945 |
| Sułtan Maroka                                                    | - 1927 Muhammad V 1953 |
| Prezydent Meksyku                                                | - 1934 Lázaro Cárdenas del Río 1940 |
| Książę Monako                                                    | - 1922 Ludwik II 1949 |
| Minister stanu Monako                                            | - 1932 Maurice Bouilloux-Lafont 1937 |
| Przewodniczący Prezydium Małego Churału Państwowego Mongolii     | - 1932 Anandyn Amar 1936 - 1936 Dansrabilegijn Dogsom 1939 |
| Premier Mongolii                                                 | - 1932 Peldżidijn Genden 1936 - 1936 Anandyn Amar 1939 |
| Król Nepalu                                                      | - 1911 Tribhuvan 1950 |
| Premier Nepalu                                                   | - 1932 Juddha Shumsher Jang Bahadur Rana 1945 |
| Prezydent Niemiec                                                | - 1934 Adolf Hitler (führer) 1945 |
| Kanclerz Niemiec                                                 | - 1933 Adolf Hitler 1945 |
| Prezydent Nikaragui                                              | - 1933 Juan Bautista Sacasa 1936 - 1936 Julián Irías Sandre (p.o.) 1936 - 1936 Carlos Alberto Brenes 1937 |
| Król Norwegii                                                    | - 1905 Haakon VII 1957 |
| Premier Norwegii                                                 | - 1935 Johan Nygaardsvold 1945 |
| Premier Nowej Zelandii                                           | - 1935 Michael Savage 1940 |
| Sułtan Omanu                                                     | - 1932 Sa’id ibn Tajmur 1970 |
| Prezydent Panamy                                                 | - 1932 Harmodio Arias Madrid 1936 - 1936 Juan Demóstenes Arosemena 1939 |
| Papież                                                           | - 1922 Pius XI 1939 |
| Prezydent Paragwaju                                              | - 1932 Eusebio Ayala 1936 - 1936 płk. Rafael Franco 1937 |
| Prezydent Peru                                                   | - 1933 Oscar R. Benavides 1939 |
| Premier Południowej Afryki                                       | - 1924 Barry Hertzog 1939 |
| Prezydent Portugalii                                             | - 1926 António Óscar de Fragoso Carmona 1951 |
| Premier Portugalii                                               | - 1932 António de Oliveira Salazar 1968 |
| Król Rumunii                                                     | - 1930 Karol II 1940 |
| Premier Rumunii                                                  | - 1934 Gheorghe Tătărescu 1937 |
| Prezydent Salwadoru                                              | - 1931 Maximiliano Hernández Martínez 1944 |
| Kapitanowie regenci San Marino                                   | - 1935 Pompeo Righi Marino Morri 1936 - 1936 Gino Gozi Ruggero Morri 1936 - 1936 Francesco Morri Gino Ceccoli 1937 |
| Sekretarz Stanu do spraw Politycznych i Zagranicznych San Marino | - 1918 Giuliano Gozi 1943 |
| Prezydent Syrii                                                  | - 1932 Muhammad Ali al-Abid 1936 - 1936 Haszim al-Atasi 1939 |
| Premier Syrii                                                    | - 1934 Tadż ad-Din al-Hasani 1936 - 1936 Ata al-Ajjubi 1936 - 1936 Dżamil Mardam 1939 |
| Prezydent Szwajcarii                                             | - 1936 Albert Gregory Meyer 1936 |
| Król Szwecji                                                     | - 1907 Gustaw V 1950 |
| Premier Szwecji                                                  | - 1932 Per Albin Hansson 1936 - 1936 Axel Pehrsson-Bramstorp 1936 - 1936 Per Albin Hansson 1946 |
| Król Tajlandii                                                   | - 1935 Ananda Mahidol 1946 |
| Premier Tajlandii                                                | - 1933 Phya Phaholphonphayuhasena 1938 |
| Król Tonga                                                       | - 1918 Salote Tupou III 1965 |
| Premier Tonga                                                    | - 1923 Viliami Tungī Mailefihi 1941 |
| Prezydent Turcji                                                 | - 1923 Mustafa Kemal 1938 |
| Premier Turcji                                                   | - 1925 İsmet İnönü 1937 |
| Prezydent Urugwaju                                               | - 1931 Gabriel Terra 1938 |
| Prezydent USA                                                    | - 1933 Franklin Delano Roosevelt 1945 |
| Prezydent Wenezueli                                              | - 1935 Eleazar López Contreras 1941 |
| Regent Królestwa Węgier                                          | - 1920 Miklós Horthy 1944 |
| Premier Węgier                                                   | - 1932 Gyula Gömbös 1936 - 1936 Kálmán Darányi 1938 |
| Monarcha Wielkiej Brytanii                                       | - 1910 Jerzy V 1936 - 1936 Edward VIII 1936 - 1936 Jerzy VI 1952 |
| Premier Wielkiej Brytanii                                        | - 1935 Stanley Baldwin 1937 |
| Cesarz Wietnamu                                                  | - 1926 Bảo Đại 1945 |
| Król Włoch                                                       | - 1900 Wiktor Emanuel III 1946 |
| Premier Włoch                                                    | - 1922 Benito Mussolini 1943 |
| Przywódca ZSRR                                                   | - 1924 Józef Stalin 1953 |
| Premier ZSRR                                                     | - 1930 Wiaczesław Mołotow 1941 |

Rok 1936 / MCMXXXVI
stulecia: XIX wiek ~
XX wiek ~
XXI wiek

dziesięciolecia:
1900–1909 •
1910–1919 •
1920–1929 •
1930–1939
• 1940–1949
• 1950–1959
• 1960–1969

lata: 1926 «
1931 «
1932 «
1933 «
1934 «
1935 «
1936
» 1937
» 1938
» 1939
» 1940
» 1941
» 1946

## Wydarzenia w Polsce
- Styczeń – strajki studenckie.
- 2 stycznia – uchwalenie przez Sejm częściowej amnestii.
- 5 stycznia – oddano do użytku nowy gmach Radia Kraków.
- 13 stycznia – wyrok w sprawie zabójstwa ministra Bronisława Pierackiego przez ukraińskich nacjonalistów. Trzech współwinnych, w tym Banderę, skazano na śmierć. Wyroki zamieniono następnie na karę dożywotniego więzienia.
- 23 stycznia – premiera filmu Dodek na froncie.
- 27 lutego – premiera filmu Pan Twardowski.
- 29 lutego – zakończono budowę kolei linowej „Kasprowy Wierch” w Zakopanem.
- 2–8 marca – strajk okupacyjny w Polsko-Szwajcarskiej Fabryce Czekolady „Suchard” w Krakowie.
- 9 marca – w Przytyku doszło do starć ulicznych pomiędzy Polakami i Żydami zwanych „pogromem Żydów”.
- 15 marca – uruchomiono kolej linową „Kasprowy Wierch”; wybudowano ją w 7 miesięcy (od 1 sierpnia 1935 do końca lutego 1936) głównie z inicjatywy inż. Aleksandra Bobkowskiego – ówczesnego wiceministra transportu i prezesa Polskiego Związku Narciarskiego
- 18–21 marca – strajk okupacyjny w Polskich Zakładach Gumowych „Semperit” w Krakowie.
- 21 marca:
  - nad Gdańskiem przeleciały sterowce Graf Zeppelin i Hindenburg.
  - w nocy 21/22 marca policja brutalnie stłumiła strajk okupacyjny w Polskich Zakładach Gumowych „Semperit” w Krakowie. Zginęła jedna z pracownic[1].
- 22 marca – początek strajku okupacyjnego 1100 górników w KWK „Śląsk” w Chropaczowie przeciwko planom zwolnień pracowników.
- 23 marca – w Krakowie policja otworzyła ogień do manifestujących robotników, zabijając 7 i raniąc 20 osób. Rannych zostało też 26 policjantów[1].
- 26 marca – w Częstochowie policja zaatakowała demonstrację bezrobotnych, zabijając jedną osobę i raniąc kilka.
- 28 marca – przy krakowskim Rynku Głównym otwarto lokal Związku Żydów Uczestników Walk o Niepodległość Polski.
- 2 kwietnia – strajki protestacyjne w całym kraju przeciwko masakrze w Krakowie w dniu 23 marca.
- 9 kwietnia – powstał Fundusz Obrony Narodowej (FON).
- 16 kwietnia – krwawy czwartek we Lwowie: w czasie pogrzebu robotnika Władysława Kozaka, który został zastrzelony dwa dni wcześniej przez policję, doszło do gwałtownych starć; wg wersji demonstrantów od policyjnych kul zginęło 31 uczestników konduktu, a kolejnych 18 zmarło na skutek ran.
- 19 kwietnia – w Warszawie odsłonięto pomnik Jana Kilińskiego.
- 20 kwietnia – prezydent podpisał dekret o utworzeniu Funduszu Obrony Narodowej.
- 21 kwietnia – Sejm przyjął ustawę o stosunku państwa do Muzułmańskiego Związku Religijnego w RP.
- 28 kwietnia – Sejm uchwalił obowiązujące do dzisiaj ustawy: Prawo wekslowe i Prawo czekowe.
- 11 maja – wybudowany we włoskiej stoczni transatlantyk MS Batory przypłynął do Gdyni.
- 12 maja:
  - powstał Komitet Obrony Rzeczypospolitej.
  - serce Józefa Piłsudskiego zostało złożone w grobie jego matki Marii na Cmentarzu na Rossie w Wilnie.
- 15 maja – powstał rząd Felicjana Sławoja Składkowskiego.
- 24 maja – na Jasnej Górze odbyło się Wielkie Ślubowanie Młodzieży Akademickiej w 280. rocznicę ślubów lwowskich przy udziale blisko 20 tys. studentów, czyli prawie 40 proc. wszystkich studiujących. Ślubowaniu przewodniczył prymas August Hlond. Tekst przygotował ks. Edward Szwejnic. Organizatorem było środowisko Katolickiej Młodzieży Narodowej[2].
- 31 maja – w Warszawie (Klub „Prometeusz”) rozpoczął się Zjazd Językoznawców Narodów Ujarzmionych ZSRR
- Czerwiec – pierwsze loty próbne polskiego samolotu bombowego PZL.37 Łoś.
- 8 czerwca:
  - w Mińsku Mazowieckim doszło do trwających 4 dni rozruchów antyżydowskich.
  - w czasie demonstracji robotniczej w Toruniu policja zastrzeliła działacza komunistycznego i związkowego Juliana Nowickiego.
- 9 czerwca – w Gdyni policja strzelała do demonstracji strajkujących robotników, zabijając jedną osobę i raniąc 9.
- 22/23 czerwca – w nocy Myślenice zostały opanowane przez grupę około 70 członków Stronnictwa Narodowego z Krakowa pod wodzą Adama Doboszyńskiego. Po przecięciu linii telefonicznej i opanowaniu komisariatu policji napastnicy spalili szereg żydowskich sklepów w rynku i synagogę, a nad ranem wycofali się z miasta. W starciach ze ścigającą bojówkarzy policją i strażą graniczną zginęło dwóch z nich, a jeden został ranny.
- 29 czerwca – manifestacja chłopska w Nowosielcach.
- 4–5 lipca – XV Mistrzostwa Polski kobiet w lekkiej atletyce. Cztery zwycięstwa odniosła Jadwiga Wajsówna: wzwyż – 1,45 m; w dal z miejsca – 2,33 m; kula – 12,12 m; dysk – 42,51 m.
- 16 lipca – miała miejsce katastrofa lotnicza koło Gdyni, do wody runął samolot RWD-9 z gen. Gustawem Orliczem-Dreszerem na pokładzie.
- 18 lipca – w Warszawie bojówka ONR-Falangi napadła i poraniła nożami Stanisława Dubois, członka władz naczelnych PPS.
- 14–17 sierpnia – odbył się Zjazd Górski w Sanoku.
- 21 sierpnia – na mocy dekretu prezydenta RP Ignacego Mościckiego utworzono Rejon Umocniony Hel.
- 24 sierpnia – odbyła się w Warszawie konferencja Międzynarodowej Federacji Lotniczej, głównym sprawozdawcą konferencji był wiceprezes FAI Bogdan Kwieciński
- 6 września – układ w Rambouillet o pożyczce francuskiej na uzbrojenie armii polskiej.
- 9 września – powstał Automobilklub Kielecki.
- 20 września – Lwów: odbył się I kongres Frontu Jedności Narodowej.
- 1 października – zwodowano ORP „Błyskawica”.
- 4 października – premiera filmu Wierna rzeka.
- 31 października – Sąd okręgowy w Warszawie skazał Marcelego Nowotkę na 12 lat więzienia za działalność komunistyczną.
- 10 listopada:
  - Edward Śmigły-Rydz otrzymał nominację na marszałka Polski.
  - początek rozbudowy Centralnego Okręgu Przemysłowego.
- 19 listopada – premiera filmu Ada! To nie wypada!.
- 29 listopada – zwodowano ORP „Gryf”.
- 11 grudnia:
  - ostrzeżenie rządowe o pozbawieniu obywatelstwa Polakom biorącym udział w wojnie domowej w Hiszpanii.
  - premiera filmu Papa się żeni.
- 13 grudnia:
  - dokonano oblotu bombowca PZL.37 Łoś.
  - oddano do użytku zaporę na Sole w Porąbce.
  - w katowickiej kopalni „Eminencja” rozpoczął się strajk okupacyjny w obronie górników zagrożonych zwolnieniami.
- 15 grudnia – uruchomiono pierwszą w kraju linię kolei elektrycznej na trasie Warszawa – Otwock i Warszawa – Pruszków.
- 24 grudnia – abp Filippo Cortesi został nuncjuszem apostolskim w Polsce.
- 28 grudnia – W okolicy wsi Susiec rozbija się Lockheed L-10 Electra LOT-u. Zginęły dwie z 12 osób na pokładzie.

## Wydarzenia na świecie
- 4 stycznia – w Nowym Jorku opublikowano pierwszą listę przebojów opartą na liczbie sprzedanych płyt (The Billboard).
- 7 stycznia – w Hiszpanii rozwiązano parlament.
- 15 stycznia – pierwszy budynek całkowicie pokryty szkłem został oddany do użytku w mieście Toledo w stanie Ohio.
- 16 stycznia – stracono w więzieniu Sing Sing w stanie Nowy Jork seryjnego mordercę Alberta Fisha.
- 20 stycznia – zmarł król Jerzy V, tron Wielkiej Brytanii objął jego najstarszy syn Edward VIII.
- 24 stycznia – Albert Sarraut został po raz drugi premierem Francji.
- 29 stycznia – we Vlissingen zawarto umowę na budowę w Holandii okrętów podwodnych ORP „Orzeł” i ORP „Sęp”.
- 1 lutego:
  - w Holandii zdelegalizowano młodzieżową organizację faszystowską Nationale Jeugdstorm.
  - utworzono japońskie parki narodowe Daisen Oki i Towada-Hachimantai.
- 4 lutego:
  - pierwiastek radioaktywny rad po raz pierwszy został pozyskany drogą syntetyczną.
  - szef szwajcarskiego oddziału NSDAP Wilhelm Gustloff został zastrzelony w Davos przez żydowskiego zamachowca.
- 6 lutego – otwarcie zimowych igrzysk olimpijskich w Garmisch-Partenkirchen (Niemcy).
- 15–21 lutego – powołanie Frontu Morges w posiadłości Ignacego Paderewskiego w Szwajcarii.
- 16 lutego:
  - otwarto Muzeum Wojskowe im. Witolda Wielkiego w Kownie.
  - wybory parlamentarne w Hiszpanii wygrał lewicowy Front Ludowy.
- 20 lutego – premiera filmu Błękitna parada.
- 22 lutego – założono malezyjski klub piłkarski Selangor FA.
- 26 lutego – członkowie Stronnictwa Cesarskiej Drogi (jap. 皇道派), wraz z młodymi oficerami, przeprowadzili nieudaną próbę przewrotu wojskowego w Japonii. W czasie puczu zostało zamordowanych kilku czołowych członków rządu.
- 29 lutego – w Japonii zdławiono po 3 dniach próbę zamachu stanu, zorganizowanego przez radykalnych ultranacjonalistów z ugrupowania Kōdō-ha działającego w japońskiej armii. W Tokio z rozkazu cesarza Hirohito japońska armia aresztowała 123 uczestników zamachu stanu, w lipcu dziewiętnastu z nich zostało straconych.
- 1 marca – w Stanach Zjednoczonych ukończono prace budowlane przy Zaporze Hoovera.
- 5 marca:
  - dokonano oblotu brytyjskiego myśliwca Supermarine Spitfire
  - odbyła się 8. ceremonia wręczenia Oscarów.
- 7 marca – remilitaryzacja Nadrenii: wojska niemieckie, łamiąc postanowienia traktatu wersalskiego oraz Traktatu z Locarno, wkroczyły do zdemilitaryzowanej Nadrenii.
- 9 marca – uchodzący za demokratę, militarysta Keisuke Okada, został wymieniony na stanowisku premiera Japonii, na radykalnego militarystę Kōki Hirota.
- 16 marca – z taśmy produkcyjnej zakładów GAZ w mieście Gorki zeszły pierwsze egzemplarze samochodu osobowego M-1 wzorowanego na amerykańskim Fordzie Model B z 1932 r.
- 17–18 marca – miasto Pittsburgh w stanie Pensylwania doświadczyło największej powodzi w swej historii.
- 18 marca – Yrjö Väisälä odkrył planetoidę (1421) Esperanto.
- 22 marca – Dansrabileijn Dogsom został przewodniczącym Prezydium Małego Churału Państwowego Mongolskiej Republiki Ludowej – formalną głową państwa.
- 25 marca – Londyn: podpisano brytyjsko-francusko-amerykański Traktat londyński, w sprawie ograniczenia zbrojeń morskich.
- 27 marca – dokonano oblotu holenderskiego myśliwca Fokker D.XXI.
- 1 kwietnia – we wschodnich Indiach utworzono stan Orisa.
- 3 kwietnia – w New Jersey Bruno Richard Hauptmann został stracony za porwanie i zamordowanie syna Charlesa Lindbergha.
- 4 kwietnia – zwodowano amerykański lotniskowiec USS Yorktown.
- 5 kwietnia – tornado uderzyło w miasto Tupelo w stanie Missisipi, pozbawiło życia 216 osób i raniło ponad 700 osób.
- 6 kwietnia – tornada zniszczyły miasta Tupelo (Missisipi) i Gainesville (Georgia) zabijając ponad 400 osób, a 1600 osób zostało rannych. Wśród ocalałych w Tupelo znalazł się roczny Elvis Presley.
- 7 kwietnia – prezydent II Republiki Hiszpańskiej Niceto Alcalá-Zamora został usunięty ze stanowiska przez parlament.
- 11 kwietnia – w Bostonie uruchomiono komunikację trolejbusową.
- 13 kwietnia – Joanis Metaksas został premierem Grecji.
- 15 kwietnia – rozpoczęło się powstanie arabskie w Palestynie przeciw Brytyjczykom, w opozycji do polityki zezwalającej Żydom na emigrację do Palestyny.
- 21 kwietnia:
  - MS Batory wypłynął w pierwszy rejs wycieczkowy na trasie Wenecja – Gdynia.
  - w Mandacie Palestyny wybuchły antyżydowskie rozruchy.
  - zwodowano włoski krążownik „Giuseppe Garibaldi”.
- 25 kwietnia – Jan Břetislav Procházka i Jindřich Kubias wyruszyli z Pragi samochodem osobowym Škoda Rapid w zakończoną po 97 dniach sukcesem podróż dookoła świata.
- 2 maja:
  - w Moskwie odbyło się premierowe wykonanie baśni muzycznej Siergieja Prokofjewa Piotruś i wilk.
  - II wojna włosko-abisyńska: wobec zbliżania się wojsk włoskich do Addis Abeby cesarz Haile Selassie I uciekł za granicę.
- 3 maja – wybory parlamentarne we Francji wygrał Front Ludowy.
- 5 maja – wojska włoskie zajęły Addis Abebę. Dyktator faszystowskich Włoch Benito Mussolini proklamował powstanie II Imperium Rzymskiego.
- 7 maja – Włochy zaanektowały Etiopię.
- 9 maja – z terytoriów: Etiopskiego, Somali Włoskiego i Erytrei Włochy utworzyły Włoską Afrykę Wschodnią.
- 12 maja – Demchugdongrub stanął na czele autonomicznego rządu mongolskiego w utworzonym przez Japończyków marionetkowym państwie Mengjiang.
- 17 maja – prezydent Boliwii José Luis Tejada Sorzano został obalony przez grupę oficerów z Germánem Buschem na czele.
- 20 maja:
  - Miguel Mariano Gómez został prezydentem Kuby.
  - José David Toro został po raz drugi prezydentem Boliwii.
- 22 maja – w ZSRR zainaugurowała rozgrywki najwyższa liga piłkarska.
- 26 maja – Gwatemala wystąpiła z Ligi Narodów.
- 27 maja:
  - pierwszy lot odbył samolot irlandzkiej linii lotniczej Aer Lingus.
  - brytyjski liniowiec pasażerski RMS Queen Mary wypłynął z portu w Southampton, w swą pierwszą podróż przez Atlantyk.
- Czerwiec – fala upałów nawiedziła Amerykę Północną, w wielu miejscowościach odnotowano rekordowe temperatury, tysiące ludzi zmarło.
- 2 czerwca – zakończyła się wojna włosko-abisyńska. Cesarz Haile Selassie I udał się na wygnanie do Wielkiej Brytanii.
- 4 czerwca – we Francji powstał rząd Frontu Ludowego Léona Bluma.
- 7 czerwca:
  - po negocjacjach rządu francuskiego ze związkami zawodowymi (fr. CGPF – Confédération générale de la production française, CGT – Confédération générale du travail) zakończył się strajk generalny.
  - w USA powstały Związki Zawodowe Pracowników Przemysłu Stalowego (ang. Steel Workers Organizing Committee).
- 15 czerwca – w Estonii doszło do wybuchu w laboratorium wojskowym, 60 osób straciło życie.
- 19 czerwca:
  - Axel Pehrsson-Bramstorp został premierem Szwecji.
  - w Nowym Jorku bokser niemiecki Max Schmeling pokonał Joe Louisa w walce o tytuł mistrza świata wagi ciężkiej.
  - w Chicago, Amerykanin Archie Williams ustanowił rekord świata w biegu na 400 m wynikiem 46,1 s.
- 20 czerwca – w Chicago, Amerykanin James Owens ustanowił rekord świata w biegu na 100 m wynikiem 10,2 s (wynik ten pozostał niepobity przez kolejne 20 lat – do 1956).
- 21 czerwca – odbył się pierwszy wyścig samochodowy o Grand Prix Węgier.
- 26 czerwca:
  - Ewald Rohlfs na maszynie Focke-Wulf Fw 61 wykonał pierwszy w historii swobodny lot helikopterem.
  - Nikaragua wystąpiła z Ligi Narodów.
- 27 czerwca – założono zakłady zbrojeniowe Česká zbrojovka w Uherskim Brodzie.
- 28 czerwca – została założona faszystowska Francuska Partia Ludowa (PPF).
- 30 czerwca – ukazała się powieść amerykańskiej pisarki Margaret Mitchell pod tytułem Przeminęło z wiatrem (ang. Gone with the Wind).
- 8 lipca – położono stępkę pod budowę japońskiego lotniskowca Hiryū.
- 11 lipca – w Nowym Jorku oddano do użytku system mostów (ang. Triborough Bridge) łączcy dzielnice Bronx, Manhattan i Queens (w 2008 nazwano te mosty imieniem Roberta F. Kennedy’ego).
- 12 lipca – w Nowym Jorku, Amerykanin David Albritton (prekursor stylu przerzutowego) ustanowił rekord świata w skoku wzwyż wynikiem 2,07 m.
- 13–14 lipca – fala upałów nawiedziła stany Wisconsin, Michigan i Indianę, ustanawiając w tych stanach rekordy temperatur. W północnym Michigan, w miejscowości Mio odnotowano +45 °C (113 °F).
- 17 lipca – Francisco Franco stanął na czele buntu przeciwko Republice – rozpoczęła się hiszpańska wojna domowa.
- 20 lipca:
  - w Olimpii po raz pierwszy zapalono pochodnię z ogniem olimpijskim.
  - została podpisana konwencja z Montreux, regulująca prawo morza w cieśninach czarnomorskich Bosfor i Dardanele.
- 1 sierpnia – w Berlinie rozpoczęły się XI Letnie Igrzyska Olimpijskie, na których m.in. Stanisława Walasiewicz w biegu na 100 m (11,7 sek.) i Jadwiga Wajsówna w rzucie dyskiem (46,22 m) zdobyły srebrne medale dla Polski:
  - 6 sierpnia – Nowozelandczyk Jack Lovelock ustanowił rekord świata w biegu 1500 m wynikiem 3:47,8 s.
  - 9 sierpnia – czarnoskóry lekkoatleta amerykański James Owens zdobył czwarty złoty medal.
- 4 sierpnia – premier Grecji gen. Joanis Metaksas wprowadził stan wyjątkowy, dając początek tzw. reżimowi 4 sierpnia.
- 13 sierpnia:
  - w Genewie założono Światowy Kongres Żydów.
  - na igrzyskach w Berlinie polscy piłkarze przegrali w meczu o 3. miejsce z Norwegią 2:3.
- 14 sierpnia – Rainey Bethea został powieszony w Owensboro w stanie Kentucky, była to ostatnia publiczna egzekucja w Stanach Zjednoczonych.
- 16 sierpnia – w Berlinie zakończyły się XI Letnie Igrzyska Olimpijskie.
- 19 sierpnia – początek pierwszego procesu moskiewskiego (zbrodnie stalinowskie).
- 20 sierpnia – w Sztokholmie, Amerykanin Glenn Cunningham ustanowił rekord świata w biegu na 800 m wynikiem 1:49,7 s.
- 24 sierpnia:
  - w Niemczech wprowadzono powszechną, dwuletnią służbę wojskową. Adolf Hitler zakazał kobietom wykonywania zawodów prawniczych.
  - brytyjski liniowiec pasażerski RMS „Queen Mary” zdobył Błękitną Wstęgę Atlantyku.
- 26 sierpnia – zostało podpisane porozumienie pomiędzy Wielką Brytanią a Egiptem w którym Brytyjczycy zobowiązali się wycofać swe oddziały z Egiptu z wyjątkiem tych które stacjonowały by kontrolować Kanał Sueski.
- 27 sierpnia – w Oslo, Amerykanin Forrest Towns ustanowił rekord świata w biegu na 110 m ppł. wynikiem 13,7 s.
- Wrzesień – podpisano porozumienie francusko-syryjskie w którym Francja, wypełniając mandat Ligi Narodów, przyznała niezależność Syrii.
- Wrzesień – w zoo w Hobart na Tasmanii zginął ostatni wilk workowaty.
- 3–6 września – w Brukseli odbył się Światowy Kongres Pokoju.
- 4 września – Francisco Largo Caballero został premierem Hiszpanii.
- 5 września – Beryl Markham jako pierwsza kobieta przeleciała samotnie samolotem Ocean Atlantycki.
- 12 września – hiszpańska wojna domowa: zwycięstwo nacjonalistów w bitwie o Majorkę.
- 25 września – Gienrich Jagoda został zdymisjonowany przez Stalina z funkcji szefa NKWD.
- 26 września – Nikołaj Jeżow został szefem NKWD.
- 27 września – otwarto odcinek autostrady Berlin – Szczecin.
- 28 września – generał Francisco Franco został dowódcą sił nacjonalistycznych w Hiszpanii.
- 1 października – w Wielkiej Brytanii zwodowany został kontrtorpedowiec ORP „Błyskawica”.
- 22 października – w Albacete (Hiszpania) powstał polski batalion dąbrowszczaków.
- 25 października – zawarto układ Niemcy – Włochy (Oś Berlin-Rzym).
- 26 października – hiszpańska wojna domowa: w ramach zapłaty za radziecką pomoc wojskową dla rządu republikańskiego, do Odessy wpłynął statek z 510 tonami złota, pochodzącego z rezerw Banku Hiszpanii.
- 28 października – dokonano oblotu niemieckiego bombowca Dornier Do 19.
- 1 listopada – hiszpańska wojna domowa: rozpoczęła się bitwa o Madryt.
- 2 listopada:
  - początek nadawania stałego programu telewizyjnego przez BBC.
  - Kanadyjska Korporacja Nadawcza rozpoczęła nadawanie stałego programu radiowego.
- 3 listopada – wybory prezydenckie w USA: w wyborach prezydenckich Franklin D. Roosevelt zostaje wybrany na drugą kadencję.
- 8 listopada – hiszpańska wojna domowa: republikanie rozstrzelali w miejscowości Paracuellos de Jarama 2800–5000 więźniów ewakuowanych z Madrytu.
- 12 listopada – w Kalifornii został otwarty zespół mostów łączących San Francisco z Oakland (ang. San Francisco – Oakland Bay Bridge).
- 25 listopada – podpisanie przez Niemcy sojuszu z Japonią (tzw. pakt antykominternowski).
- 30 listopada – w Londynie spłonął Pałac Kryształowy.
- 1 grudnia – odsłonięty został Łuk Triumfalny w Bukareszcie.
- 5 grudnia:
  - uchwalono konstytucję ZSRR, znaną jako Konstytucja Stalinowska lub Konstytucja Zwycięskiego Socjalizmu.
  - została rozwiązana Zakaukaska Federacyjna Socjalistyczna Republika Radziecka.
- 8 grudnia – w stoczni w Kilonii zwodowano niemiecki pancernik „Gneisenau”.
- 9 grudnia – krótko po starcie z Londynu rozbił się lecący do Amsterdamu holenderski samolot pasażerski Douglas DC-2. Zginęło 15 spośród 17 osób na pokładzie, w tym były premier Szwecji Arvid Lindman i hiszpański pilot, wynalazca i konstruktor lotniczy Juan de la Cierva.
- 10 grudnia – król Zjednoczonego Królestwa Edward VIII zrzekł się tronu, by móc poślubić amerykańską rozwódkę Wallis Simpson.
- 11 grudnia – Jerzy VI został królem Wielkiej Brytanii po abdykacji swego brata, Edwarda VIII.
- 12 grudnia – incydent Xi’an w czasie wojny domowej w Chinach: Czang Kaj-szek, premier Rządu Narodowego w Nankinie został zatrzymany przez generała Zhang Xueliang w areszcie domowym.
- 18 grudnia – dokonano oblotu japońskiego bombowca Mitsubishi Ki-21.
- 21 grudnia – dokonano oblotu niemieckiego samolotu wojskowego Junkers Ju 88.
- 24 grudnia – Federico Laredo Brú został prezydentem Kuby.
- 26 grudnia – w Tel Awiwie odbył się pierwszy koncert późniejszej Filharmonii Izraela.
- 30 grudnia – amerykański związek zawodowy United Auto Workers (UAW) zorganizował strajk okupacyjny.
- 31 grudnia – przestały obowiązywać układy dot. zbrojeń morskich, zawarte na międzynarodowej konferencji w Waszyngtonie (grudzień 1921 – luty 1922).
- Rząd francuski wydłużył okres zasadniczej służby wojskowej do 2 lat.
- Brytyjsko-irlandzkie porozumienie handlowe.
- Pojawienie się pierwszych gitar elektrycznych.
- Rząd hiszpański zagwarantował autonomię Krajowi Basków.
- Traktat panamsko-amerykański.
- Ogólnoamerykańska konferencja pokojowa w Buenos Aires; zawarcie paktu pokojowego między 21 państwami amerykańskimi.
- W wyniku ustaleń traktatu turecko-angielskiego Egipt uzyskał niepodległość.
- Parlament Związku Południowej Afryki uchwalił ustawę o przedstawicielstwie tubylców; Rada Tubylców otrzymuje funkcję doradczą.
- Utworzenie kwatery głównej KPCh w Yan’anie pod dowództwem Mao Zedonga.

## Urodzili się
- 1 stycznia:
  - Adam Augustyn, polski prozaik (zm. 2016)
  - Zdzisław Góralczyk, polski dyplomata, nauczyciel akademicki (zm. 2024)
  - Józef Grochowicz, polski inżynier
  - Jerzy Karaszkiewicz, polski aktor (zm. 2004)
  - Mieczysław Ustasiak, polski polityk, pracownik naukowy, senator RP
- 2 stycznia:
  - Maria Gąsienica Bukowa, polska biegaczka narciarska (zm. 2020)
  - Malcolm Spence, jamajski lekkoatleta, sprinter (zm. 2017)
  - Alicja Szewczyk, polska siatkarka (zm. 2025)
- 3 stycznia – Andrzej Gajewski, polski piłkarz, trener (zm. 2018)
- 4 stycznia: 
  - Jerzy Bruszkowski, polski lekkoatleta (zm. 2024)
  - Józef Krukowski, polski ksiądz katolicki
  - Janusz Sent, polski kompozytor i pianista (zm. 2018)
  - Ernesto Vecchi, włoski duchowny katolicki (zm. 2022)
- 5 stycznia:
  - Zdzisław Adamczyk, polski historyk literatury (zm. 2024)
  - Mirosław Bukowski, polski kompozytor, dyrygent i pedagog
  - Lucjan Gajda, polski polityk, działacz partyjny, prezydent Katowic, wicewojewoda katowicki
  - Józef Smak, polski astronom
- 6 stycznia:
  - Darlene Hard, tenisistka amerykańska (zm. 2021)
  - Aleksander Kobyliński, polski pieśniarz, gitarzysta, kompozytor (zm. 2025)
  - Antonio López García, hiszpański malarz, rzeźbiarz
  - Julio María Sanguinetti, urugwajski polityk
- 7 stycznia:
  - Lucjan Balter, polski duchowny katolicki, pallotyn, teolog (zm. 2010)
  - Anna Ciepielewska, polska aktorka (zm. 2006)
  - Aleksandra Cieślikowa, polska językoznawca (zm. 2018)
  - Manuel Madureira Dias, portugalski duchowny katolicki, biskup Faro
- 8 stycznia: 
  - Alicja Bobrowska, polska aktorka (zm. 2025)
  - Zbigniew Klajnert, polski geograf (zm. 2025)
  - Armand Mattelart, belgijski eseista i socjolog
- 10 stycznia:
  - Stephen E. Ambrose, amerykański historyk, pisarz i biograf (zm. 2002)
  - Lech Jęczmyk, polski tłumacz, eseista, publicysta, i redaktor (zm. 2023)
  - Robert Woodrow Wilson, amerykański fizyk, astronom, laureat Nagrody Nobla
  - Roman Rogowski, polski duchowny katolicki, teolog (zm. 2023)
- 11 stycznia:
  - Barbara Gorgoń-Flont, polska saneczkarka (zm. 2020)
  - Marian Kociniak, polski aktor teatralny i filmowy (zm. 2016)
  - Charles Porter, australijski lekkoatleta (zm. 2020)
- 12 stycznia:
  - Alain Corbin, francuski historyk
  - Ron Harper, amerykański aktor (zm. 2024)
  - Egon Kapellari, austriacki duchowny katolicki, biskup Grazu-Seckau
  - Émile Lahoud (arab. اميل لحود), libański polityk
  - Raimonds Pauls, łotewski kompozytor, pianista i polityk
  - Krzysztof Wojciechowski, polski geograf
- 13 stycznia – Renato Bruson, włoski śpiewak operowy (baryton)
- 14 stycznia: 
  - Ludmiła Chwiedosiuk, radziecka kajakarka
  - Bill Holmes, brytyjski kolarz
- 15 stycznia – Richard Franklin, brytyjski aktor, polityk (zm. 2023)
- 17 stycznia – Barbara Rzeszotarska, polska chemik organik, profesor nauk chemicznych, nauczycielka akademicka (zm. 2024)
- 18 stycznia:
  - Szelomo Elijjahu, izraelski przedsiębiorca i polityk
  - David Howell, brytyjski polityk i dziennikarz
  - Józef Kossecki, polski politolog, dziennikarz, publicysta i polityk (zm. 2015)
- 19 stycznia – Ron Newman, angielski piłkarz (zm. 2018[3])
- 20 stycznia:
  - Edward Feigenbaum, amerykański informatyk
  - Jerzy Niewodniczański, polski fizyk, geofizyk
  - Vitório Pavanello, brazylijski duchowny katolicki, arcybiskup Campo Grande
  - Ajno Puronen, rosyjska kolarka szosowa i torowa
  - Barbara Rylska, polska aktorka (zm. 2025)
- 21 stycznia – Jerzy Vetulani, polski psychofarmakolog, neurobiolog, biochemik (zm. 2017)
- 22 stycznia:
  - Clive Derby-Lewis, południowoafrykański parlamentarzysta (zm. 2016)
  - Alan Heeger, amerykański fizyk, noblista
  - Andrzej Jabłoński, polski supermaratończyk
  - Juliette Mayniel, francuska aktorka (zm. 2023)
- 23 stycznia:
  - Dhimitër Anagnosti, albański reżyser, scenarzysta i operator filmowy
  - Arlene Golonka, amerykańska aktorka (zm. 2021)
  - Alicja Maria Klimaszewska, polska filolog, działaczka społeczna na Litwie
  - Janusz Zasłonka, polski kardiochirurg, nauczyciel akademicki (zm. 2016)
- 24 stycznia:
  - Aleksander Polek, polski aktor (zm. 2018)
  - Andrzej Popiel, polski aktor (zm. 2020)
  - Jerzy Rokita, polski ekonomista
- 25 stycznia – Ashley Mote, brytyjski przedsiębiorca, publicysta, polityk (zm. 2020)
- 26 stycznia – Jan Tadeusz Stanisławski, polski satyryk, radiowiec, aktor i autor tekstów piosenek (zm. 2007)
- 27 stycznia:
  - Barry Barish, amerykański fizyk doświadczalny
  - Wolfgang Böhmer, niemiecki polityk i lekarz (zm. 2025)
  - Marek Halter, polsko-francuski pisarz
  - Samuel Ting, amerykański fizyk pochodzenia chińskiego, laureat Nagrody Nobla
- 28 stycznia:
  - Alan Alda, amerykański aktor
  - Delio „Maravilla” Gamboa, kolumbijski piłkarz (zm. 2018)
  - Ismail Kadare, pisarz i poeta albański (zm. 2024)
  - Ljuben Popow (bułg. Любен Попов), bułgarski szachista
  - Albert Rouet, francuski duchowny katolicki, arcybiskup Poitiers
  - Edyta Wojtczak, polska spikerka
- 29 stycznia: 
  - Walter Lewin, holenderski astrofizyk
  - Joaquín Peiró, hiszpański piłkarz (zm. 2020)
- 30 stycznia:
  - Taisija Czenczik, ukraińska lekkoatletka, skoczkini wzwyż (zm. 2013)
  - Czesław P. Dutka, polski literaturoznawca (zm. 2020)
  - Kōji Sasaki, japoński piłkarz
- 31 stycznia:
  - Nils Aaness, norweski łyżwiarz (zm. 2024)
  - Beda Paluzzi, włoski duchowny katolicki, benedyktyn, opat terytorialny Montevergine (zm. 2023)
  - Lester Sterling, jamajski saksofonista, trębacz, kompozytor, członek grupy The Skatalites (zm. 2023)
- 1 lutego: 
  - Gervasio Gestori, włoski duchowny katolicki (zm. 2023)
  - Andrzej Ruszkowski, polski prawnik, działacz krajoznawczy i turystyczny, wojewoda sieradzki
  - John Tilbury, amerykański pianista
- 2 lutego – Maria Nowotarska, polska aktorka
- 3 lutego:
  - Manfred Klieme, niemiecki kolarz
  - Teresa Kostkiewiczowa, polska literaturoznawczyni
- 4 lutego – Marian Tischner, polski lekarz
- 5 lutego:
  - Maria Gąsienica Daniel-Szatkowska, polska narciarka alpejska (zm. 2016)
  - Michel Rousseau, francuski kolarz (zm. 2016)
  - Norma Thrower, australijska lekkoatletka
- 6 lutego:
  - Kent Douglas, kanadyjski hokeista (zm. 2009)
  - Jerzy Dukay, polski aktor
  - Henryk Kempa, polski polityk, przewodniczący Prezydium Miejskiej Rady Narodowej Gorzowa Wielkopolskiego (zm. 2004)
- 7 lutego: 
  - William Bennett, brytyjski flecista (zm. 2022)
  - Jas Gawronski, włoski polityk i dziennikarz
- 8 lutego – Irena Gabor-Jatczak, polska dyplomatka
- 9 lutego – Clive Swift, brytyjski aktor (zm. 2019)
- 10 lutego:
  - Bohdan Horyń, ukraiński dysydent, polityk
  - Roman Nowicki, polski polityk, inżynier, działacz społeczny, poseł na Sejm II kadencji
  - Irena Szumiel, polska uczona (zm. 2023)
- 11 lutego:
  - Burt Reynolds, amerykański aktor, reżyser, scenarzysta i producent filmowy (zm. 2018)
  - Gurbux Singh, indyjski hokeista na trawie
- 12 lutego:
  - Binjamin Ben Eli’ezer (hebr. בנימין (פואד) בן אליעזר), izraelski wojskowy i polityk (zm. 2016)
  - Joe Don Baker, amerykański aktor (zm. 2025)
  - Fang Lizhi (chiń. upr. 方励之), chiński naukowiec, profesor astrofizyki, dysydent (zm. 2012)
  - Richard Wielebinski, australijski astrofizyk pochodzenia polskiego
- 13 lutego: 
  - Pavol Molnár, słowacki piłkarz (zm. 2021)
  - Jörn Svensson, szwedzki polityk, eurodeputowany (zm. 2021)
  - Jan Szarek, polski duchowny, biskup-senior Kościoła Ewangelicko-Augsburskiego w RP (zm. 2020)[4]
- 14 lutego:
  - Anna German, polska piosenkarka (zm. 1982)
  - Andrew Prine, amerykański aktor (zm. 2022)
  - Janina Suszczewska-Siwy, polska saneczkarka
  - David Yonggi Cho, koreański duchowny protestancki (zm. 2021)
- 15 lutego – Helena Dziadowiec, polska biolog, gleboznawczyni, wykładowczyni akademicka (zm. 2020)
- 16 lutego:
  - Carl Icahn, amerykański miliarder pochodzenia żydowskiego
  - Eliahu Inbal, izraelski dyrygent
  - Fernando „Pino” Solanas, argentyński reżyser (zm. 2020)
- 17 lutego:
  - Jim Brown, amerykański piłkarz i aktor (zm. 2023)
  - Tadeusz Madeja, polski aktor (zm. 2016)
- 18 lutego:
  - Jean Marie Auel, amerykańska pisarka
  - Jerzy Bajszczak, polski polityk, minister budownictwa, gospodarki przestrzennej i komunalnej
  - Ian Hacking, kanadyjski filozof (zm. 2023)
  - Doris Hedberg, szwedzka gimnastyczka
  - Jozef Vengloš, słowacki piłkarz, trener (zm. 2021)
- 19 lutego:
  - Bronisław Idzikowski, polski żużlowiec (zm. 1961)
  - Alina Kowalczykowa, polska historyk literatury (zm. 2022)
  - Władysław Narkiewicz, polski matematyk
- 20 lutego:
  - Tüdewijn Lchamsüren, mongolski biathlonista, olimpijczyk
  - Sergio Navarro, piłkarz chilijski
- 21 lutego:
  - Severyn Ashkenazy, polsko-amerykański przedsiębiorca
  - László Bárczay, węgierski szachista (zm. 2016)
  - Kazimierz Pawełek, polski dziennikarz, autor tekstów kabaretowych, polityk, senator RP (zm. 2017)
  - Władimir Riesin, rosyjski polityk
- 22 lutego:
  - Ádám Bodor, węgierski pisarz
  - J. Michael Bishop, amerykański immunolog i mikrobiolog, laureat Nagrody Nobla
  - Karol Divín, czesko-słowacko-węgierski łyżwiarz figurowy (zm. 2022)
- 24 lutego:
  - Carlo Cecchitelli, włoski franciszkanin, Kustosz Ziemi Świętej
  - Martin Malvy, francuski polityk
  - Władysław Kowalski, polski aktor (zm. 2017)
- 25 lutego:
  - Wiesław Dymny, polski aktor, scenarzysta filmowy, poeta, prozaik, plastyk i satyryk (zm. 1978)
  - Peter Hill-Wood, brytyjski przedsiębiorca (zm. 2018)
- 26 lutego:
  - José da Cruz Policarpo, portugalski duchowny katolicki, kardynał (zm. 2014)
  - Adem Demaçi, albański pisarz i polityk (zm. 2018)
- 27 lutego – Roger Mahony, amerykański duchowny katolicki, arcybiskup Los Angeles, kardynał
- 28 lutego – Yvon Biefnot, belgijski polityk i samorządowiec
- 29 lutego: 
  - Jack Lousma, amerykański pułkownik pilot, astronauta
  - Paulos Raptis (alternatywna data ur.: 28 lutego 1933), polski śpiewak operowy (tenor)) (zm. 2021)
  - Alex Rocco, amerykański aktor (zm. 2015)
  - Yves Rouquette, francuski poeta i pisarz (zm. 2015)
- 1 marca:
  - Renato Corti, włoski duchowny katolicki, biskup Novary, kardynał (zm. 2020)
  - Andrzej Urbańczyk, polski żeglarz i pisarz
  - Lidia Zajdel-Peterkowska, polska lekkoatletka, sprinterka
- 2 marca – Félix Lázaro Martinez, hiszpański duchowny katolicki, biskup Ponce
- 3 marca: 
  - Zbigniew Musiał, polski filozof (zm. 2025)
  - Achille Occhetto, włoski polityk
  - Stefan Pindelski, polski operator filmowy
- 4 marca:
  - Jim Clark, brytyjski kierowca wyścigowy, mistrz świata Formuły 1 (zm. 1968)
  - Aribert Reimann, niemiecki kompozytor i pianista (zm. 2024)
- 5 marca – Dean Stockwell, amerykański aktor filmowy i telewizyjny (zm. 2021)
- 6 marca:
  - Marion Barry, polityk amerykański (zm. 2014)
  - Choummaly Sayasone, laotański wojskowy, polityk, prezydent Laosu
- 7 marca:
  - Loren Acton, amerykański fizyk, astronauta
  - Frederick Gilroy, północnoirlandzki bokser (zm. 2016)
  - Tomasz Kaczmarek, polski prawnik
  - Antonio Mercero, hiszpański reżyser i scenarzysta filmowy (zm. 2018)
  - Georges Perec, francuski eseista, pisarz i filmowiec eksperymentalny (zm. 1982)
  - Julio Terrazas Sandoval, boliwijski duchowny katolicki, kardynał (zm. 2015)
- 8 marca:
  - Józef Duriasz, polski aktor
  - Juozapas Matulaitis, litewski duchowny katolicki, biskup koszedarski
  - Gabriela Sarzała-Drabikowska, polska biochemik, profesor (zm. 1987)
  - Janusz Zakrzeński, polski aktor (zm. 2010)
- 9 marca:
  - Lídia Dömölky-Sákovics, węgierska florecistka
  - Mickey Gilley, amerykański muzyk i piosenkarz country (zm. 2022)
  - Elina Salo, fińska aktorka
- 10 marca:
  - Sepp Blatter, szwajcarski działacz sportowy, sekretarz generalny FIFA
  - Alina Lichtarowicz, polska lekarka i katolicka działaczka społeczna
  - Wojciech Łukaszewski, polski kompozytor, pedagog, krytyk muzyczny (zm. 1978)
  - José Luis Redrado Marchite, hiszpański duchowny katolicki, biskup
- 11 marca:
  - Harald zur Hausen, niemiecki lekarz, laureat Nagrody Nobla (zm. 2023)
  - Antonin Scalia, prawnik amerykański, sędzia (zm. 2016)
- 12 marca:
  - Michał Heller, polski duchowny katolicki, filozof, teolog, fizyk, kosmolog
  - Richard L. Neu, amerykański cytogenetyk (zm. 2007)
- 13 marca – Mónica Miguel, meksykańska aktorka, piosenkarka i reżyserka teatralna (zm. 2020)
- 14 marca – Maryan Synakowski, francuski piłkarz pochodzenia polskiego (zm. 2021)
- 15 marca:
  - Francisco Ibáñez, hiszpański rysownik komiksów (zm. 2023)
  - Don Sundquist, amerykański polityk (zm. 2023)
- 16 marca:
  - Józef Flik, polski zabytkoznawca, konserwator dzieł sztuki (zm. 2021)
  - Andriej Girienko, ukraiński i radziecki polityk (zm. 2017)
  - Thelma Hopkins, brytyjska lekkoatletka, skoczkini wzwyż (zm. 2025)
  - Wojciech Kostecki, polski aktor (zm. 2020)
  - Fred Neil, amerykański piosenkarz i kompozytor (zm. 2001)
- 17 marca:
  - Henryk Kuźniak, polski kompozytor
  - Thomas Mattingly, astronauta amerykański (zm. 2023)
- 18 marca:
  - Frederik Willem de Klerk, polityk południowoafrykański, laureat Nagrody Nobla (zm. 2021)
  - Otto Leodolter, austriacki skoczek narciarski (zm. 2020)
  - Anthony Nash, brytyjski bobsleista (zm. 2022)
  - Edward Szczucki, polski polityk
- 19 marca – Ursula Andress, szwajcarska aktorka
- 20 marca: 
  - Johanna Lüttge, niemiecka lekkoatletka, kulomiotka (zm. 2022)
  - Lee „Scratch” Perry, jamajski producent, kompozytor (zm. 2021)
  - Henryk Stroniarz, polski piłkarz, bramkarz
  - Zofia Samul, polska artystka ludowa
  - T’ae Jong Su, północnokoreański polityk
  - Karol Toeplitz, polski filozof, etyk, tłumacz (zm. 2024)
- 22 marca – Roger Whittaker, brytyjski piosenkarz (zm. 2023)
- 23 marca:
  - Arne Karlsson, szwedzki żeglarz sportowy
  - Sergio Kleiner, argentyński aktor pochodzenia żydowskiego
- 24 marca:
  - Władysław Baka, polski ekonomista i działacz społeczny (zm. 2021)
  - Maciej Giertych, polski polityk, ojciec Romana Giertycha
  - Alex Olmedo, tenisista peruwiański (zm. 2020)
  - David Suzuki, kanadyjski twórca telewizyjnych programów o nauce i przyrodzie
- 25 marca:
  - Giora Feidman, argentyński muzyk
  - Lawrence Gordon, amerykański producent filmowy
  - Neelamperoor Madhusoodanan Nair, indyjski poeta i pisarz (zm. 2021)
- 26 marca:
  - Kazimierz Iwaniec, polski polityk, związkowiec, poseł na Sejm I i II kadencji (zm. 1995)
  - Éder Jofre, brazylijski bokser (zm. 2022)
  - Pierre Kerkhoffs, holenderski piłkarz (zm. 2021)
  - Maria Hanna Niżankowska, polska okulistka
- 27 marca:
  - Edeltraud Eiberle, niemiecka lekkoatletka, wieloboistka
  - Zyta Mojek, polska lekkoatletka, dyskobolka (zm. 2023)
  - Jan Ptaszyn Wróblewski, polski muzyk jazzowy (zm. 2024)
  - Mieczysław Święcicki, polski piosenkarz i aktor (zm. 2018)
- 28 marca:
  - Olgierd Ciepły, polski lekkoatleta, młociarz (zm. 2007)
  - Zygmunt Kolenda, polski naukowiec (zm. 2025)
  - Mario Vargas Llosa, peruwiański pisarz, dziennikarz, myśliciel, polityk (zm. 2025)
  - Amancio Ortega, hiszpański przedsiębiorca
  - Zdeněk Svěrák, czeski aktor, komik i scenarzysta
- 29 marca:
  - Władysław Bułka, polski dziennikarz, związkowiec, polityk, poseł na Sejm i senator RP (zm. 2017)
  - Mogens Camre, duński polityk (zm. 2016)
  - Wacław Długosz, polski koszykarz (zm. 1997)
  - John Durkin, amerykański polityk, senator ze stanu New Hampshire (zm. 2012)
  - Helena Przybyłek-Porębna, polska motornicza, jedna z bohaterek Poznańskiego Czerwca (zm. 1993)
- 31 marca – Vladimír Koiš, czeski piłkarz (zm. 2017)
- 1 kwietnia:
  - Ronald Jensen, amerykański matematyk
  - Abdul Qadeer Khan, pakistański inżynier, naukowiec (zm. 2021)
  - John Sayre, amerykański wioślarz (zm. 2023)
  - Lothar Stäber, niemiecki kolarz
- 2 kwietnia:
  - Abdelhamid Brahimi, algierski polityk, premier Algierii (zm. 2021)
  - Aurelio Galfetti, szwajcarski architekt (zm. 2021)
- 3 kwietnia:
  - Stanisław Chaciński, polski pisarz (zm. 1990)
  - Reginald Hill, angielski pisarz (zm. 2012)
  - Bolko Hochberg von Pless, niemiecki arystokrata, książę pszczyński (zm. 2022)
  - Juliusz Rawicz, polski dziennikarz (zm. 2013)
  - Wiktor Wyłkow, bułgarski dyplomata, polityk, wicepremier, minister spraw zagranicznych (zm. 2022)
- 4 kwietnia:
  - Stanisław Bylina, polski historyk, mediewista (zm. 2017)
  - Hans Grodotzki, niemiecki lekkoatleta, długodystansowiec
  - Ferenc Németh, węgierski pięcioboista nowoczesny
- 5 kwietnia – Rəhim Hüseynov, azerski polityk, premier Azerbejdżanu (zm. 2023)
- 6 kwietnia:
  - Henryk T. Czarnecki, polski aktor, reżyser i scenarzysta filmowy
  - Tadeusz Gałkowski, polski psycholog (zm. 2020)
  - Konrad Hejmo, polski duchowny katolicki, dominikanin
- 7 kwietnia:
  - Jean Flori, francuski historyk, mediewista (zm. 2018)
  - Elżbieta Karadziordziewić, księżniczka serbska i jugosłowiańska
- 8 kwietnia – Joan Tewkesbury, amerykańska reżyserka, scenarzystka i aktorka
- 9 kwietnia:
  - Ferdinando Imposimato, włoski prawnik, polityk (zm. 2018)
  - Helena Jarczyk, polska polityk, posłanka na Sejm RP (zm. 2020)
  - Ghassan Kanafani, palestyński pisarz (zm. 1972)
  - Jerzy Maksymiuk, polski dyrygent, kompozytor
  - Michael Somare, papuaski polityk, premier Papui-Nowej Gwinei (zm. 2021)
- 10 kwietnia – John Madden, zawodnik, trener i komentator futbolu amerykańskiego w lidze National Football League (zm. 2021)
- 11 kwietnia – Stanisław Słonina, polski rzeźbiarz
- 12 kwietnia:
  - Frankétienne, haitański prozaik, poeta, dramaturg, muzyk, malarz (zm. 2025)
  - Jacek Głuski, polski pisarz (zm. 2016)
  - Jadwiga Paprocka, polska dziennikarka radiowa
  - Kennedy Simonds, polityk z Saint Kitts i Nevis, premier
- 13 kwietnia:
  - Pierre Rosenberg, francuski historyk sztuki
  - Piotr Wysocki, polski aktor (zm. 2023)
- 14 kwietnia:
  - Ivan Dias, indyjski duchowny katolicki, kardynał (zm. 2017)
  - Matias Patrício de Macêdo, brazylijski duchowny katolicki, arcybiskup metropolita Natal
  - Frank Serpico, amerykański policjant
  - Jan Zylber, polski perkusista jazzowy, animator kultury, polityk, poseł na Sejm RP (zm. 1997)
- 15 kwietnia:
  - Łucja Brzozowska, polska nauczycielka, dziennikarka
  - Raymond Poulidor, kolarz francuski (zm. 2019)
- 16 kwietnia – Barry Hickey, australijski duchowny katolicki, arcybiskup metropolita Perth
- 18 kwietnia:
  - Don Ohl, amerykański koszykarz (zm. 2024)
  - Jan Sokol, czeski zegarmistrz, informatyk, filozof, polityk (zm. 2021)
- 20 kwietnia:
  - Krystyn Matwijowski, polski historyk (zm. 2017)
  - Pat Roberts, amerykański polityk, senator ze stanu Kansas
- 21 kwietnia – Lionel Rogg, szwajcarski organista i klawesynista
- 22 kwietnia – Glen Campbell, amerykański piosenkarz (zm. 2017)
- 23 kwietnia:
  - Mario Milano, włoski duchowny katolicki
  - Anatolij Najman, rosyjski poeta, prozaik, eseista, pamiętnikarz, tłumacz (zm. 2022)
  - Roy Orbison, amerykański muzyk (zm. 1988)
- 24 kwietnia:
  - František Husák, czeski aktor (zm. 1991)
  - Jill Ireland, brytyjska aktorka filmowa występująca w USA (zm. 1990)
  - Danuta Koźmian, polska pedagog
- 25 kwietnia:
  - Krystyna Czajkowska, polska siatkarka
  - Freddie Little, amerykański bokser
  - George Poinar, amerykański biolog
- 26 kwietnia:
  - Bernard Deconinck, francuski kolarz (zm. 2020)
  - Kira Gałczyńska, polska dziennikarka i pisarka (zm. 2022)
  - Alejandra Pizarnik, argentyńska poetka, pisarka (zm. 1972)
- 27 kwietnia:
  - Néstor Gonçalves, urugwajski piłkarz (zm. 2016)
  - Kalevi Oikarainen, fiński biegacz narciarski (zm. 2020)
- 28 kwietnia:
  - Stanisław Pazda, polski archeolog
  - Wiktor Sosnora, rosyjski pisarz, poeta, dramaturg i tłumacz (zm. 2019)
  - Małgorzata Szejnert, polska dziennikarka, pisarka
  - John Tchicai, duński saksofonista (zm. 2012)
- 29 kwietnia:
  - Wiktor Agiejew, rosyjski piłkarz wodny (zm. 2023)
  - Cezary Kussyk, polski aktor (zm. 2023)
  - Jan Lach, polski muzykolog, dyrygent (zm. 2024)
  - Zubin Mehta, indyjski dyrygent
  - Lane Smith, amerykański aktor (zm. 2005)
  - Volker Strassen, niemiecki matematyk
- 1 maja – Dilbar Abdurahmonova, uzbecka dyrygentka (zm. 2018)
- 2 maja:
  - Norma Aleandro, argentyńska aktorka
  - Krzysztof Boczkowski, polski poeta (zm. 2018)
  - Engelbert Humperdinck, brytyjsko-amerykański piosenkarz
  - Czesław Gajda, polski rzeźbiarz (zm. 2019)
  - Im Kwon-taek, południowokoreański reżyser i scenarzysta filmowy
- 3 maja:
  - Mehmet Güney, turecki prawnik, sędzia (zm. 2024)
  - Bohdan Kieszkowski, polski społecznik, działacz oświatowy
  - Charles-Ferdinand Nothomb, belgijski polityk (zm. 2023)
- 4 maja:
  - Andrzej Bober, polski dziennikarz, publicysta
  - Eleanor Coppola, amerykańska scenarzystka, operatorka i producentka filmowa (zm. 2024)
  - Stanisław Suchodolski, polski archeolog, numizmatyk i historyk
- 6 maja – Marian Kruszyłowicz, polski duchowny katolicki, biskup szczecińsko-kamieński (zm. 2025)
- 7 maja:
  - Wołodymyr Łukaszew, ukraiński śpiewak operowy, reżyser, działacz teatralny
  - Stanisław Stefanek, polski biskup katolicki (zm. 2020)
  - Siegfried Wustrow, niemiecki kolarz
- 8 maja:
  - Kazuo Koike, japoński mangaka, poeta (zm. 2019)
  - Józef Stanisław Płatek, polski duchowny rzymskokatolicki
  - Jan Szulecki, polski pułkownik (zm. 2005)
- 9 maja:
  - Albert Finney, brytyjski aktor (zm. 2019)
  - Glenda Jackson, brytyjska aktorka, polityk (zm. 2023)
  - Metod Pirih, słoweński duchowny katolicki, biskup koperski (zm. 2021)
  - Ernest Shonekan, nigeryjski prawnik, polityk, prezydent Nigerii (zm. 2022)
  - Adam Wolańczyk, polski aktor (zm. 2022)
- 10 maja:
  - Jacek Fisiak, polski filolog, pracownik naukowy, polityk (zm. 2019)
  - Władysław Pałaszewski, polski siatkarz (zm. 2024)
- 11 maja – Carla Bley, amerykańska pianistka (zm. 2023)
- 12 maja:
  - Manuel Alegre, portugalski poeta, prozaik, polityk
  - Jerzy Bauer, polski kompozytor, dyrygent, teoretyk muzyki (zm. 2025)
  - Iwan Marczuk, ukraiński malarz
  - Frank Stella, amerykański malarz, grafik (zm. 2024)
- 13 maja:
  - Magdalena Fikus, polska biolog
  - Aleksandra Szemioth, polska działaczka sybiracka (zm. 2021)
- 14 maja:
  - Bobby Darin, amerykański piosenkarz i kompozytor popowy pochodzenia włoskiego (zm. 1973)
  - Waheeda Rehman, indyjska aktorka
- 15 maja:
  - Anna Maria Alberghetti, włoska aktorka
  - Paul Zindel, amerykański dramaturg, scenarzysta i powieściopisarz (zm. 2003)
- 16 maja:
  - Adriano Caprioli, włoski duchowny katolicki, biskup Reggio Emilii
  - Manfred Stolpe, niemiecki polityk (zm. 2019)
  - Karl Lehmann, niemiecki duchowny katolicki, kardynał (zm. 2018)
  - Konstanty Węgrzyn, polski antykwariusz (zm. 2023)
- 17 maja:
  - Lars Gustafsson, szwedzki poeta, prozaik, dramaturg, eseista (zm. 2016)
  - Dennis Hopper, amerykański aktor, reżyser i scenarzysta filmowy (zm. 2010)
  - Herman Verbeek, holenderski duchowny katolicki i polityk (zm. 2013)
- 18 maja:
  - Maksymilian Pazdan, polski prawnik
  - Michał Pułaski, polski historyk
- 19 maja – Piotr Hertel, polski kompozytor muzyki filmowej (zm. 2010)
- 20 maja:
  - Janusz Jerzy Kuźniewicz, polski zootechnik
  - Wiesław Podobas, polski kolarz
  - Anthony Zerbe, amerykański aktor
- 21 maja:
  - Hugo Barrantes Ureña, kostarykański duchowny katolicki, arcybiskup San José (zm. 2024)
  - Günter Blobel, niemiecki biolog, laureat Nagrody Nobla (zm. 2018)
  - Jerzy Lukierski, polski fizyk teoretyk
- 23 maja:
  - Ingeborg Hallstein, niemiecka śpiewaczka operowa (sopran koloraturowy)
  - Zdzisław Stelmaszuk, polski generał, inżynier
- 24 maja:
  - Harold Budd, amerykański muzyk awangardowy, poeta (zm. 2020)
  - Janina Fijałkowska, polska lekkoatletka, chodziarka (zm. 2015)
  - Werner von Moltke, niemiecki lekkoatleta (zm. 2019)
- 25 maja:
  - Alphonse Georger, francuski duchowny katolicki, biskup Oranu w Algierii
  - Ely Tacchella, szwajcarski piłkarz (zm. 2017)
- 26 maja:
  - Natalja Gorbaniewska, rosyjska poetka, dziennikarka, dysydentka (zm. 2013)
  - Richard Harrison, amerykański aktor, reżyser, scenarzysta i producent filmowy
  - Franz Magnis-Suseno, niemiecki hrabia, teolog katolicki, filozof
- 27 maja:
  - Benjamin Bathurst, brytyjski admirał
  - Ivo Brešan, chorwacki prozaik, dramaturg (zm. 2017)
  - Louis Gossett Jr., amerykański aktor (zm. 2024)
- 28 maja:
  - Vagn Bangsborg, duński kolarz szosowy
  - Jerzy Bartz, polski perkusista jazzowy
  - Maki Ishii, japoński kompozytor (zm. 2003)
  - Ewa Pronicka, polska lekarka
- 30 maja: 
  - Leszek Bednarczuk, polski językoznawca, indoeuropeista
  - Keir Dullea, amerykański aktor
- 31 maja
  - Alicja Telatycka, polska aktorka teatralna (zm. 2020)
  - Hirokazu Yasuda, japoński lekkoatleta, płotkarz
- 1 czerwca:
  - Gerald Scarfe, brytyjski rysownik, karykaturzysta
  - Peter Sodann, niemiecki aktor (zm. 2024)
- 2 czerwca: 
  - Wołodymyr Hołubnyczy, ukraiński lekkoatleta, chodziarz (zm. 2021)
  - Alicja Kargulowa, polska pedagog, profesor nauk humanistycznych
- 3 czerwca – Larry McMurtry, amerykański prozaik, eseista, księgarz, scenarzysta filmowy (zm. 2021)
- 4 czerwca:
  - Bruce Dern, amerykański aktor
  - Edward Kmiec, amerykański duchowny katolicki pochodzenia polskiego, biskup Nashville i Buffalo (zm. 2020)
- 5 czerwca:
  - Ivo Stefanoni, włoski wioślarz, sternik
  - Stefan Śnieżko, polski prawnik, prokurator, polityk, senator RP
- 6 czerwca:
  - Sotir Kosta, albański rzeźbiarz
  - Bill Puterbaugh, amerykański kierowca wyścigowy (zm. 2017)
  - Roman Wilhelmi, polski aktor (zm. 1991)
- 7 czerwca:
  - Chaovarat Chanweerakul, tajski polityk
  - Domingo Pérez, urugwajski piłkarz (zm. 2024)
- 8 czerwca:
  - James Darren, amerykański aktor, reżyser telewizyjny, piosenkarz (zm. 2024)
  - Karol Sauerland, polski germanista, filozof pochodzenia niemieckiego
  - Kenneth G. Wilson, amerykański fizyk teoretyczny, laureat Nagrody Nobla (zm. 2013)
- 9 czerwca – Jürgen Schmude, niemiecki polityk (zm. 2025)
- 10 czerwca:
  - Marion Chesney, brytyjska pisarka (zm. 2019)
  - Wiaczasłau Kiebicz, białoruski polityk (zm. 2020)
  - Jan Kucz, polski rzeźbiarz (zm. 2021)
  - Dionizy Sidorski, polski pisarz
- 11 czerwca – Bruno Fagnoul, belgijski samorządowiec, polityk (zm. 2023)
- 12 czerwca – Gierman Apuchtin, rosyjski piłkarz (zm. 2003)
- 13 czerwca:
  - Michel Jazy, francuski lekkoatleta (zm. 2024)
  - Helena Růžičková, czeska aktorka (zm. 2004)
  - Adolf Szponar, polski geograf (zm. 2018)
- 14 czerwca:
  - Wolfgang Behrendt, niemiecki bokser
  - George Niederauer, amerykański biskup katolicki (zm. 2017)
- 15 czerwca:
  - Claude Brasseur, francuski aktor (zm. 2020)
  - Jan Byrczek, polski kontrabasista jazzowy (zm. 2019)
  - William Levada, amerykański duchowny katolicki, kardynał (zm. 2019)
  - Mieczysław Kwiecień, tłumacz Biblii, polski duchowny protestancki (zm. 2020)
- 16 czerwca:
  - Zygmunt Brachmański, polski rzeźbiarz (zm. 2024)
  - Bruno Kosak, polski polityk, nauczyciel, działacz mniejszości niemieckiej, poseł na Sejm I kadencji (zm. 2019)
  - Anthony Okogie, nigeryjski duchowny katolicki, kardynał
  - Juhani Peltonen, fiński piłkarz
- 17 czerwca:
  - Grzegorz Lipowski, polski polityk, senator RP
  - Ken Loach, brytyjski reżyser filmowy i telewizyjny
- 18 czerwca:
  - Alojzy Matysiak, polski piłkarz
  - Erwin Sówka, polski malarz (zm. 2021)
  - Ronald Venetiaan, surinamski matematyk i polityk
- 19 czerwca:
  - Michel Guyard, francuski duchowny katolicki, biskup Le Havre (zm. 2021)
  - Anna Jakubiec-Puka, polska biolog, lekarka
  - Piotr Krupa, polski duchowny katolicki, biskup pomocniczy koszalińsko-kołobrzeski i pelpliński (zm. 2024)
  - Jesús Gervasio Pérez Rodríguez, hiszpański duchowny katolicki, arcybiskup Sucre w Boliwii (zm. 2021)
  - Józef Rusiecki, polski działacz turystyczny
- 20 czerwca – Czesław Sterkowicz, polski historyk i polityk, poseł na Sejm I kadencji (zm. 2016)
- 21 czerwca:
  - Antoni Grodzicki, polski chemik
  - Jacek Paciorkowski, polski inżynier, polityk, prezydent Częstochowy (zm. 2021)
  - Luis Sáinz Hinojosa, boliwijski duchowny katolicki (zm. 2022)
- 22 czerwca:
  - Kris Kristofferson, amerykański aktor filmowy i telewizyjny oraz piosenkarz i kompozytor muzyki country (zm. 2024)
  - Jan Kwak, polski historyk
  - Tadeusz Maciejewski, polski muzykolog
  - Ferran Olivella, hiszpański piłkarz (zm. 2023)
- 23 czerwca:
  - Richard Bach, amerykański filozof, pisarz, publicysta
  - Andrzej Kalwas, polski prawnik, radca prawny, polityk, minister sprawiedliwości i prokurator generalny
  - Kostas Simitis, grecki polityk, premier Grecji (zm. 2025)
  - Jan Świtka, polski prawnik, polityk, poseł na Sejm RP
- 24 czerwca:
  - Aleksander Czuż, polski samorządowiec, polityk, prezydent Białegostoku, poseł na Sejm RP
  - Robert Downey Sr., amerykański aktor, reżyser i scenarzysta filmowy (zm. 2021)
  - Andrzej Kostenko, polski reżyser, scenarzysta i operator filmowy (zm. 2024)
  - Lucas Sirkar, indyjski arcybiskup katolicki (zm. 2021)
  - Donald Trautman, amerykański duchowny katolicki, biskup Erie (zm. 2022)
- 25 czerwca:
  - Jusuf Habibie, indonezyjski polityk (zm. 2019)
  - Rexhep Qosja, albański krytyk literacki, historyk i pisarz
- 26 czerwca:
  - Hal Greer, amerykański koszykarz (zm. 2018)
  - Donald Johnston, kanadyjski polityk (zm. 2022)
  - Bob Maclennan, brytyjski i szkocki polityk oraz prawnik (zm. 2020)
  - Jean-Claude Turcotte, kanadyjski duchowny katolicki, arcybiskup Montrealu, kardynał (zm. 2015)
- 27 czerwca:
  - John Shalikashvili, amerykański generał pochodzenia gruzińskiego (zm. 2011)
  - Danuta Szmidt-Calińska, polska tenisistka stołowa (zm. 2020)
  - Janusz Tracewski, polski trener zapasów (zm. 2024)
- 28 czerwca:
  - Kurt Krenn, austriacki duchowny katolicki, biskup diecezjalny St. Pölten (zm. 2014)
  - Leszek Płażewski, polski prozaik, scenarzysta filmowy i telewizyjny (zm. 2011)
  - Andrzej Pstrokoński, polski koszykarz, trener, polityk (zm. 2022)
- 29 czerwca:
  - Kazimierz Braun, polski reżyser teatralny, pisarz, profesor nauk humanistycznych
  - David Jenkins, amerykański łyżwiarz figurowy
  - Stanisław Srokowski, polski prozaik, poeta
- 30 czerwca:
  - Guglielmo Burelli, włoski piłkarz
  - Tony Dallara, włoski piosenkarz
  - Assia Djebar, pisarka algierska (zm. 2015)
  - Piotr Kamler, polski twórca filmów animowanych
- 1 lipca – Syl Johnson, amerykański muzyk, piosenkarz, bluesman i producent muzyczny (zm. 2022)
- 2 lipca:
  - Eusebio Escobar, kolumbijski piłkarz
  - Umar Sulajman, egipski polityk (zm. 2012)
- 3 lipca:
  - Jerónimo Saavedra, hiszpański prawnik, polityk, minister edukacji i nauki, prezydent Wysp Kanaryjskich (zm. 2023)
  - Leo Wilden, piłkarz niemiecki (zm. 2022)
- 4 lipca:
  - Zdzisława Donat, polska śpiewaczka operowa
  - Henryk Grynberg, polski prozaik, poeta, eseista pochodzenia żydowskiego
- 5 lipca:
  - Frederick Ballantyne, polityk z Saint Vincent i Grenadyn, gubernator generalny (zm. 2020)
  - Shirley Knight, amerykańska aktorka (zm. 2020)
  - James Mirrlees, szkocki ekonomista, laureat Nagrody Banku Szwecji im. Alfreda Nobla w dziedzinie ekonomii (zm. 2018)
  - Richard Stearns, amerykański informatyk
- 6 lipca – Maria Stodolna, polska lekkoatletka, płotkarka (zm. 2019)
- 7 lipca – Marian Michalski, polski polityk, nauczyciel akademicki, poseł na Sejm RP (zm. 2018)
- 9 lipca:
  - Janusz Jutrzenka Trzebiatowski, polski rzeźbiarz, malarz, scenograf, poeta
  - Richard Wilson, szkocki aktor
  - David Zinman, amerykański skrzypek, dyrygent
- 10 lipca:
  - Jan Hawel, polski kompozytor
  - Tunne Kelam, estoński polityk
  - Jerzy Głazek, polski geolog i speleolog, profesor, taternik (zm. 2009)
- 11 lipca:
  - Hana Doskočilová, czeska pisarka (zm. 2019)
  - Carole Quinton, brytyjska lekkoatletka
- 12 lipca – Dino De Antoni, włoski duchowny katolicki, biskup Gorycji (zm. 2019)
- 13 lipca – Joan Jonas, amerykańska artystka
- 14 lipca – Robert Overmyer, amerykański astronauta (zm. 1996)
- 15 lipca:
  - Krystyna Chojnowska-Liskiewicz, polska żeglarka, projektant okrętowy (zm. 2021)
  - George Voinovich, amerykański polityk, senator ze stanu Ohio (zm. 2016)
- 16 lipca:
  - Yasuo Fukuda, japoński polityk, premier Japonii
  - Leo Sterckx, belgijski kolarz torowy (zm. 2023)
- 17 lipca:
  - Jair Marinho, brazylijski piłkarz (zm. 2020)
  - Danuta Rinn, polska wokalistka i aktorka (zm. 2006)
- 18 lipca – Maria Kusion-Bibro, polska wszechstronna lekkoatletka (zm. 1996)
- 19 lipca – Dieter Keller, szwajcarski szachista
- 20 lipca:
  - Alaksandr Firysiuk, białoruski działacz baptystyczny
  - Andrzej Kondratiuk, polski reżyser, scenarzysta, aktor i operator filmowy (zm. 2016)
  - Barbara Mikulski, amerykańska polityk, senator ze stanu Maryland
  - Czesław Momatiuk, polski taternik, alpinista, fotograf górski, publicysta (zm. 1972)
- 21 lipca – Nani Bregwadze, gruzińska śpiewaczka
- 22 lipca: 
  - Juan Seminario, peruwiański piłkarz
  - Gian Franco Svidercoschi, włoski dziennikarz, pisarz, watykanista pochodzenia polskiego
- 23 lipca:
  - Philippe Gaudrillet, francuski kolarz
  - Wacław Hryniewicz, polski ksiądz katolicki (zm. 2020)
  - Anthony Kennedy, amerykański prawnik, sędzia
  - Grażyna Staniszewska, polska aktorka (zm. 2018)
- 24 lipca:
  - Salvatore Giannone, włoski lekkoatleta (zm. 2024)
  - Alfredo Petit Vergel, kubański duchowny katolicki, biskup pomocniczy Hawany (zm. 2021)
  - Mirosław Wiśniewski, polski artysta fotograf (zm. 2022)
- 25 lipca:
  - Gerry Ashmore, brytyjski kierowca wyścigowy (zm. 2021)
  - Glenn Murcutt, australijski architekt, laureat Nagrody Pritzkera
  - Tatjana Sidorowa, rosyjska łyżwiarka
  - David Sime, amerykański lekkoatleta (zm. 2016)
- 26 lipca:
  - John Bathersby, australijski duchowny katolicki, arcybiskup metropolita Brisbane (zm. 2020)
  - Andrzej Białas, polski fizyk
  - Janusz Kępski, polski kompozytor, pianista, dyrygent, pedagog (zm. 2022)
  - Mary Millar, brytyjska aktorka (zm. 1998)
- 27 lipca:
  - Siegbert Alber, niemiecki prawnik, polityk (zm. 2021)
  - Rafael Palmero, hiszpański duchowny katolicki, biskup Orihuela-Alicante (zm. 2021)
- 28 lipca:
  - Franco Gandini, włoski kolarz torowy i szosowy
  - Ignacio Gogorza, hiszpański duchowny katolicki, biskup Encarnación w Paragwaju
  - Milan Uhde, czeski dysydent, polityk
- 29 lipca – Elizabeth Dole, amerykańska polityk, senator ze stanu Karolina Północna
- 30 lipca:
  - Kazimierz Drożdż, polski polityk
  - Buddy Guy, amerykański gitarzysta i wokalista bluesowy
  - Pilar, księżna Badajoz (zm. 2020)
- 31 lipca – Boniface Alexandre, haitański polityk (zm. 2023)
- 1 sierpnia:
  - Yves Saint Laurent, francuski projektant mody (zm. 2008)
  - Stanisław Świtalski, polski generał
  - Karol Maria Wirtemberski, książę wirtemberski (zm. 2022)
- 2 sierpnia: 
  - André Gagnon, kanadyjski kompozytor (zm. 2020)
  - Jurij Manajenkow, radziecki i rosyjski polityk (zm. 2021)
- 3 sierpnia – Szelomo Breznic, izraelski psycholog, polityk
- 5 sierpnia: 
  - Gordon Johncock, amerykański kierowca wyścigowy
  - John Saxon, amerykański aktor (zm. 2020)
- 6 sierpnia – Herbert Schnädelbach, niemiecki filozof (zm. 2024)
- 8 sierpnia:
  - Brygida Grzeganek-Więcek, polska ekonimistka
  - Jan Pieńkowski, polsko-brytyjski ilustrator i autor książek i komiksów dla dzieci (zm. 2022)
- 9 sierpnia:
  - Satish Kumar, ekolog, aktywista i wydawca pochodzenia hinduskiego
  - Wiesław Szymona, polski dominikanin, teolog i tłumacz
- 11 sierpnia:
  - Władimir Samsonow, rosyjski reżyser filmów animowanych (zm. 2024)
  - Jonathan Spence, amerykański sinolog, historyk (zm. 2021)
- 12 sierpnia:
  - Rachid Mekloufi, piłkarz pochodzący z Algierii (zm. 2024)
  - Szymon (Romańczuk), polski arcybiskup prawosławny (zm. 2017)
- 13 sierpnia:
  - John Geddes, brytyjski kolarz szosowy i torowy
  - Maj-Lis Lööw, szwedzka polityk
  - James Moriarty, irlandzki duchowny katolicki, biskup Kildare-Leighlin (zm. 2022)
- 14 sierpnia:
  - Roberto Rodríguez, argentyński duchowny katolicki, biskup La Rioja (zm. 2021)
  - Elio Tinti, włoski duchowny katolicki, biskup Carpi (zm. 2024)
- 15 sierpnia:
  - Marianna Bienkiewicz, polska urzędniczka, działaczka opozycji demokratycznej
  - Lothar Buchmann, niemiecki piłkarz (zm. 2023)
  - Mike Henry, amerykański futbolista (zm. 2021)
  - Karl Hesse, niemiecki duchowny rzymskokatolicki, misjonarz, arcybiskup (zm. 2023)
- 16 sierpnia – Edward Wende, polski prawnik, adwokat, polityk, senator i poseł na Sejm RP (zm. 2002)
- 17 sierpnia:
  - Henri De Wolf, belgijski kolarz (zm. 2023)
  - Margaret Hamilton, amerykańska informatyk
  - Floyd Red Crow Westerman, amerykański aktor, pieśniarz, kompozytor (zm. 2007)
- 18 sierpnia – Robert Redford, amerykański aktor, reżyser i producent filmowy
- 19 sierpnia: 
  - Gilbert Amy, francuski pianista, kompozytor i dyrygent
  - Wiesław Dobrzycki, polski profesor, latynoamerykanista (zm. 2021)
- 20 sierpnia:
  - Míriam Colón, amerykańska aktorka filmowa i telewizyjna pochodząca z Portoryko (zm. 2017)
  - Tadeusz Olechnowicz, polski kapitan żeglugi wielkiej i żeglarz (zm. 2016)
  - Antonio María Rouco Varela, hiszpański duchowny katolicki, arcybiskup Madrytu, kardynał
  - Hideki Shirakawa, japoński chemik, laureat Nagrody Nobla
- 21 sierpnia:
  - Wilt Chamberlain, amerykański koszykarz (zm. 1999)
  - Janusz Krzysztof Kozłowski, polski archeolog (zm. 2025)
  - Feliciano Rivilla, hiszpański piłkarz (zm. 2017)
- 22 sierpnia:
  - Petyr Mładenow, bułgarski polityk komunistyczny, pierwszy prezydent Bułgarii (zm. 2000)
  - Elżbieta Szyroka, polska lekkoatletka, sprinterka
- 23 sierpnia – Andrzej Bukowski, polski chemik, profesor nauk technicznych, wykładowca akademicki (zm. 2021)
- 24 sierpnia:
  - A.S. Byatt, brytyjska pisarka (zm. 2023)
  - Stefania Kondella, polska śpiewaczka operowa
  - Antonio María Rouco Varela, hiszpański duchowny katolicki, kardynał
  - Barbara Pec-Ślesicka, polska producentka filmowa (zm. 2020)
- 25 sierpnia:
  - Carolyn G. Hart, amerykańska pisarka
  - Hugh Hudson, brytyjski reżyser filmowy (zm. 2023)
  - Henryk Wisner, polski historyk
- 26 sierpnia: 
  - Benedict Anderson, amerykański historyk i politolog (zm. 2015)
  - Wacław Hamerliński, polski strzelec sportowy
- 27 sierpnia:
  - Lien Chan, tajwański polityk, premier Tajwanu
  - Jose Ricare Manguiran, filipiński duchowny katolicki
- 29 sierpnia – John McCain, amerykański senator Partii Republikańskiej z Arizony, kandydat Partii Republikańskiej w wyborach prezydenckich w 2008 (zm. 2018)
- 30 sierpnia – Edward Pałłasz, polski kompozytor (zm. 2019)
- 31 sierpnia: 
  - Matti Klinge, fiński historyk (zm. 2023)
  - Otelo Saraiva de Carvalho, portugalski generał i polityk (zm. 2021)
- 1 września – Antonio Navarro, hiszpański agronom, dyplomata, polityk, eurodeputowany
- 2 września:
  - François Bacqué, francuski duchowny katolicki, arcybiskup, nuncjusz apostolski (zm. 2023)
  - Tito Solari, włoski duchowny katolicki, arcybiskup Cochabamby
- 3 września: 
  - Zajn al-Abidin ibn Ali, tunezyjski generał, polityk, prezydent w latach 1987–2011 (zm. 2019)
  - Andrzej Ryczek, polski architekt
- 4 września
  - Timoteo Griguol, piłkarz argentyński (zm. 2021)
  - Kamuta Latasi, premier i minister spraw zagranicznych Tuvalu
  - Judea Pearl, izraelsko-amerykański informatyk i filozof
- 5 września:
  - John Danforth, amerykański prawnik
  - Barbara Dobraczyńska, polska dziennikarka
  - James Kendrick Williams, amerykański duchowny katolicki
  - Bill Mazeroski, amerykański baseballista
- 6 września
  - Adam Bronikowski, polski dziennikarz (zm. 2023)
  - Anna Śliwicka, polska pisarka (zm. 2018)
- 7 września:
  - Charles Dutoit, szwajcarski dyrygent
  - George Cassidy, muzyk jazzowy (zm. 2023)
  - Buddy Holly, muzyk amerykański (zm. 1959)
  - Apostolos Kaklamanis, grecki polityk i prawnik
  - Edward Szymański, polski działacz państwowy (zm. 2025)
- 8 września:
  - Raffaele Costa, włoski polityk, publicysta
  - Erwin Woźniak, polski nauczyciel, historyk, pisarz, regionalista
- 9 września:
  - Maksymilian Bart Kozłowski, polski poeta, prozaik (zm. 2020)
  - Carlos Ortiz, portorykański bokser (zm. 2022)
- 10 września:
  - Jan Lála, czeski piłkarz
  - Dimityr Łargow, bułgarski piłkarz (zm. 2020)
  - Mirosław Żak, polski geodeta (zm. 2025)
- 11 września:
  - Walter D’Hondt, kanadyjski wioślarz
  - Hiroshi Shidara, japoński reżyser filmów animowanych
- 12 września:
  - Waldemar Pernach, polski ekonomista
  - Ricardo Ramirez, amerykański duchowny katolicki pochodzenia meksykańskiego, biskup Las Cruces
  - Guillermo Gómez Rivera, filipiński pisarz
  - Tomasz Śpiewak, polski kompozytor (zm. 2017)
- 13 września: 
  - George Punnakottil, indyjski duchowny syromalabarski, biskup Kothamangalam
  - Joe E. Tata, amerykański aktor (zm. 2022)
- 14 września:
  - Walter Koenig, amerykański aktor, scenarzysta i reżyser litewskiego pochodzenia
  - Ferid Murad, farmakolog amerykański, laureat Nagrody Nobla (zm. 2023)
- 15 września:
  - Ashley Cooper, tenisista australijski (zm. 2020)
  - Jadwiga Kaliszewska, polska skrzypaczka i pedagog (zm. 2012)
  - Jurij Koch, pisarz łużycki
- 16 września:
  - Leonard Boguszewski, polski generał (zm. 2016)
  - Otto Göbl, niemiecki bobsleista (zm. 2009)
- 17 września:
  - Jan Gehl, duński architekt, urbanista
  - Charles J. Krebs, amerykański zoolog, ekolog
  - Rosa Russo Iervolino, włoska polityk
- 18 września – Michał Kolanowski, polski polityk, poseł na Sejm PRL (zm. 2016)
- 20 września:
  - Andrew Davies, brytyjski scenarzysta filmowy
  - Jerzy Dworak, polski wolnomularz (zm. 2017)
  - Božidar Smiljanić, chorwacki aktor, reżyser teatralny, pisarz (zm. 2018)
- 21 września – Jurij Łużkow (ros. Ю́рий Миха́йлович Лужко́в), polityk rosyjski, mer Moskwy (zm. 2019)
- 22 września:
  - Alan Gillis, irlandzki polityk i rolnik (zm. 2022)
  - Owen Roizman, amerykański operator filmowy (zm. 2023)
- 23 września:
  - Rink Babka, amerykański lekkoatleta, dyskobol (zm. 2022)
  - Igor Błażkow, ukraiński dyrygent
  - Wiesława Dembińska, polska operator dźwięku (zm. 2025)
  - George Eastham, angielski piłkarz, trener (zm. 2024)
  - Edward Radzinski, rosyjski dramaturg
  - Siamion Szarecki, białoruski polityk
  - Izolda Wojciechowska, polska aktorka
- 24 września:
  - Gerard Głuchowski, polski filozof
  - Aleksander Hauke-Ligowski, polski dominikanin
  - Jim Henson, brytyjski plastyk, lalkarz, reżyser filmowy (zm. 1990)
  - John Magee, irlandzki duchowny katolicki, biskup Cloyne
- 25 września:
  - Pierre Carniti, włoski związkowiec, polityk (zm. 2018)
  - Ira Davis, amerykański lekkoatleta
  - Moussa Traoré, malijski generał, polityk, prezydent Mali (zm. 2020)
- 26 września – Joseph Doré, francuski duchowny katolicki, arcybiskup Strasburga
- 27 września – Şeref Has, turecki piłkarz (zm. 2019)
- 28 września:
  - Vincent Conçessao, indyjski duchowny katolicki, arcybiskup Delhi
  - Joel Fabiani, amerykański aktor
  - Stenia Kozłowska, polska piosenkarka
  - Teodor Laço, albański pisarz, scenarzysta filmowy, polityk (zm. 2016)
  - Robert Wolders, holenderski aktor (zm. 2018)
  - Stefan Zamecki, polski historyk nauki (zm. 2022)
- 29 września:
  - Silvio Berlusconi, włoski polityk i lider partii Forza Italia, premier Włoch (zm. 2023)
  - Ałła Diemidowa, radziecka i rosyjska aktorka
- 1 października:
  - Toralf Engan, norweski skoczek narciarski
  - Duncan Edwards, angielski piłkarz (zm. 1958)
  - Lea Rosh, niemiecka dziennikarka, polityk
  - Zofia Trojanowiczowa, polska filolog, badaczka romantyzmu (zm. 2015)
- 2 października:
  - Dick Barnett, amerykański koszykarz (zm. 2025)
  - Stanisław Brejdygant, polski aktor, reżyser i scenarzysta filmowy, prozaik, dramaturg
  - Romuald Schild, polski archeolog (zm. 2021)
- 3 października:
  - Amr Musa, egipski dyplomata
  - Steve Reich, amerykański kompozytor
- 4 października:
  - Barbara Majzel, polska polityk, poseł na Sejm PRL
  - Cynthia McLeod, surinamska pisarka
- 5 października:
  - Václav Havel, czeski prozaik, dramaturg, działacz opozycji antykomunistycznej, polityk, prezydent Czechosłowacji i Czech (zm. 2011)
  - Gaspar Quintana Jorquera, chilijski duchowny katolicki, biskup Copiapó
  - Adrian Smith, amerykański koszykarz
- 6 października:
  - Elmar Fischer, austriacki duchowny katolicki, biskup Feldkirch (zm. 2022)
  - Robert Langlands, kanadyjski matematyk
  - Ralph Lundsten, szwedzki kompozytor muzyki elektronicznej, reżyser filmowy, pisarz (zm. 2023)
  - Mieczysław Bolesław Markowski, polski historyk, profesor nauk humanistycznych
  - Paolo Savona, włoski ekonomista, menedżer i nauczyciel akademicki
- 7 października – Franc Kramberger, słoweński duchowny katolicki, arcybiskup metropolita mariborski
- 8 października:
  - Leonid Kurawlow, rosyjski aktor (zm. 2022)
  - Peter Swan, angielski piłkarz, trener (zm. 2021)
- 9 października:
  - Sverre Andersen, norweski piłkarz, bramkarz, trener (zm. 2016)
  - Brian Blessed, brytyjski aktor
  - Nicole Croisille, francuska aktorka (zm. 2025)
  - Agnieszka Osiecka, polska poetka, pisarka, autorka tekstów piosenek, dziennikarka, reżyserka teatralna i telewizyjna (zm. 1997)
  - Mirosław Owoc, polski profesor nauk prawnych
- 10 października:
  - Gerhard Ertl, niemiecki fizyk i chemik, laureat Nagrody Nobla
  - Wojciech Gasparski, polski prakseolog, metodolog i naukoznawca (zm. 2022)
- 11 października:
  - Józef Cinal, polski rolnik, spółdzielca, polityk, poseł na Sejm RP (zm. 2020)
  - Charles Gordon Fullerton, amerykański astronauta (zm. 2013)
  - Alberto Vázquez-Figueroa(inne języki), hiszpański pisarz
- 12 października – José Antonio Escudero, hiszpański prawnik, historyk, nauczyciel akademicki, polityk
- 13 października: 
  - Elizabeth Furse, amerykańska polityk (zm. 2021)
  - Christine Nöstlinger, austriacka pisarka, autorka książek dla dzieci (zm. 2018)
  - Waldemar Preiss, polski duchowny luterański (zm. 2024)
- 14 października:
  - Andrzej Antkowiak, polski aktor (zm. 1979)
  - Barbara Sass, polska reżyserka i scenarzystka filmowa (zm. 2015)
  - Czesław Stopka, polski aktor (zm. 2019)
  - Dyanne Thorne, amerykańska aktorka, modelka (zm. 2020)
- 15 października – Edward Harasim, polski polityk, poseł na Sejm PRL (zm. 2022)
- 16 października – Manuel Donoso, chilijski duchowny katolicki, arcybiskup La Sereny
- 17 października:
  - Hazim al-Biblawi, egipski ekonomista, polityk
  - Mieczysław Czuma, polski dziennikarz, publicysta, poeta
  - Iwan Dracz, ukraiński poeta, polityk (zm. 2018)
  - Dave Hobson, amerykański polityk (zm. 2024)
  - Józef Kozielecki, polski psycholog (zm. 2017)
- 18 października – Jaime Ortega, kubański duchowny katolicki, arcybiskup San Cristobal de la Habana, kardynał (zm. 2019)
- 19 października:
  - Franciszek Guz, polski polityk, poseł na Sejm PRL (zm. 2015)
  - Tony Lo Bianco, amerykański aktor, reżyser telewizyjny pochodzenia włoskiego (zm. 2024)
  - Alina Kalczyńska-Scheiwiller, artystka graficzka
- 20 października: 
  - Roman Jankowiak, polski inżynier budowlany
  - Daniel S. Kemp, amerykański chemik (zm. 2020)
- 21 października:
  - Ion Cernea, rumuński zapaśnik (zm. 2025)
  - Joachim Reinelt, niemiecki duchowny katolicki, biskup Drezna i Miśni
  - Jack Taylor, amerykański aktor
- 22 października:
  - Peter Cook, brytyjski architekt
  - Bobby Seale, amerykański działacz społeczny
- 23 października:
  - Andrzej Jasiński, polski pianista, profesor i pedagog
  - Philip Kaufman, amerykański scenarzysta i reżyser
- 24 października:
  - Osvaldo Giuntini, brazylijski duchowny katolicki, biskup Marílii
  - Dhimitër Orgocka, albański aktor, reżyser teatralny (zm. 2021)
  - Helena Trzcińska-Tacik, polska botanik i ekolog, profesor (zm. 2020)
  - Bill Wyman, brytyjski basista, członek zespołu The Rolling Stones
- 25 października:
  - Arnfinn Nesset, norweski seryjny morderca
  - Masako Nozawa, japońska seiyū
  - Marcin Piwocki, polski geolog (zm. 2021)
  - Ludwik Wiśniewski, polski dominikanin
- 26 października:
  - María Teresa Estevan Bolea, hiszpańska i aragońska inżynier, urzędnik państwowy oraz polityk
  - Òscar Ribas Reig, andorski polityk, pierwszy premier Andory (zm. 2020)
- 27 października:
  - Conchita Bautista, hiszpańska aktorka, piosenkarka, prezenterka telewizyjna
  - Dave Charlton, południowoafrykański kierowca wyścigowy (zm. 2013)
- 28 października:
  - Leon Dyczewski, polski duchowny katolicki, franciszkanin, filozof, socjolog (zm. 2016)
  - Pier Giacomo Grampa, szwajcarski duchowny katolicki, biskup Lugano
  - Paolo Rabitti, włoski duchowny katolicki, arcybiskup Ferrary-Comacchio
  - Germán Trajano Pavón Puente, ekwadorski duchowny katolicki (zm. 2025)
  - Roman Wiktiuk, ukraiński reżyser teatralny (zm. 2020)
- 29 października: 
  - Eugenio Barba, włoski reżyser teatralny, dramaturg, teoretyk teatru
  - Stanisław Kardasz, polski ksiądz katolicki
- 30 października:
  - Stanisław Bartmiński, polski duchowny katolicki, dziennikarz (zm. 2024)
  - Władilen Nikitin, radziecki polityk (zm. 2021)
- 31 października:
  - Nicolás de Jesús López Rodriguez, dominikański duchowny katolicki, arcybiskup Santo Domingo, kardynał
  - Gawriił Popow, radziecki ekonomista, polityk, mer Moskwy
  - MC Wspyszkin, jeden z najstarszych DJ świata (zm. 2011)
- 1 listopada:
  - Eddie Colman, angielski piłkarz (zm. 1958)
  - Wiktor Andrzej Daszewski, polski archeolog, historyk sztuki (zm. 2021)
  - Katsuhisa Hattori, japoński kompozytor (zm. 2020)
  - Jackie Lewis, brytyjski kierowca wyścigowy
  - Henryk Żyto, polski żużlowiec, trener (zm. 2018)
- 2 listopada:
  - Ryszard Hubert Adrjański, polski śpiewak operowy (zm. 2022)
  - Stanisław Stabryła, polski filolog
- 3 listopada:
  - Roy Emerson, australijski tenisista
  - Paula Marosi, węgierska florecistka (zm. 2022)
  - Franciszek Wielądek, polski ekonomista, polityk, minister transportu i gospodarki morskiej
- 4 listopada:
  - Didier Ratsiraka, malgaski polityk i wojskowy (zm. 2021)
  - Jan Tříska, czeski aktor (zm. 2017)
- 5 listopada: 
  - Josef Nairz, austriacki bobsleista
  - Uwe Seeler, niemiecki piłkarz (zm. 2022)
- 6 listopada:
  - Iwan Aboimow, radziecki i rosyjski dyplomata (zm. 2022)
  - Leonard Pietraszak, polski aktor (zm. 2023)
  - Stanisław Tkocz, polski żużlowiec (zm. 2016)
- 7 listopada:
  - Al Attles, amerykański koszykarz (zm. 2024)
  - Gwyneth Jones, walijsjska śpiewaczka operowa
  - Grzegorz Moryciński, polski malarz (zm. 2015)
  - Roger Vangheluwe, belgijski biskup, ordynariusz Brugii w latach 1984–2010
- 8 listopada:
  - Jane Aamund, duńska pisarka (zm. 2019)
  - Edward Gibson, amerykański inżynier, astronauta
  - Edgar Schiedermeier, niemiecki polityk i działacz społeczny
- 9 listopada:
  - Bob Graham, amerykański polityk, senator ze stanu Floryda (zm. 2024)
  - Michaił Tal, łotewski szachista pochodzenia żydowskiego (zm. 1992)
- 10 listopada:
  - Andrzej Bratkowski, polski polityk
  - Tadeusz Kijonka, polski polityk (zm. 2017)
- 11 listopada – Susan Kohner, amerykańska aktorka pochodzenia żydowskiego
- 13 listopada:
  - Cesare Cavalleri, włoski dziennikarz, pisarz, krytyk literacki, wydawca (zm. 2022)
  - Dacia Maraini, włoska pisarka
- 15 listopada:
  - Wolf Biermann, niemiecki poeta, pisarz, śpiewak i dysydent
  - Alfred Marie-Jeanne, francuski i martynikański polityk
- 16 listopada:
  - Skip Barber, amerykański kierowca wyścigowy
  - Isaac Berger, amerykański sztangista pochodzenia żydowskiego (zm. 2022)
  - Adrian Doyle, australijski duchowny katolicki, arcybiskup Hobart
  - Joaquín Navarro-Valls, hiszpański dziennikarz, lekarz, dyrektor biura prasowego Stolicy Apostolskiej (zm. 2017)
  - Maria Poźniak-Niedzielska, polska profesor nauk prawnych (zm. 2025)
- 18 listopada:
  - Ennio Antonelli, włoski duchowny katolicki, kardynał
  - Heinz Bäni, piłkarz szwajcarski (zm. 2014)
  - Jerzy Wrzos, polski teoretyk sportu
- 19 listopada:
  - Wolfgang Jeschke, niemiecki pisarz science-fiction (zm. 2015)
  - Henryk Konwiński, polski reżyser operowy
  - Yuan Lee, tajwański chemik, laureat Nagrody Nobla
  - Ljubiša Samardžić, serbski aktor, reżyser filmowy (zm. 2017)
- 20 listopada:
  - Don DeLillo, amerykański pisarz pochodzenia włoskiego
  - Edward Kienig, polski geolog, polityk, senator RP
  - Jerzy Niczyperowicz, polski polityk, poseł na Sejm I kadencji (zm. 1996)
  - Olcha Sikorska, polska działaczka społeczna i kulturalna
- 22 listopada:
  - Francis Decourrière, francuski polityk, samorządowiec, działacz piłkarski
  - Camilo Nogueira Román, hiszpański inżynier, ekonomista, samorządowiec, polityk
- 23 listopada:
  - Robert Barnard, brytyjski pisarz i literaturoznawca (zm. 2013)
  - Mats Traat, estoński pisarz, scenarzysta, tłumacz (zm. 2022)
- 24 listopada:
  - Ingrid Detter de Lupis Frankopan, szwedzka prawnik, adwokat i sędzia
  - Jan Szczepaniak, polski prawnik, polityk, poseł na Sejm I i II kadencji (zm. 2006)
  - Karol Szyndzielorz, dziennikarz polski
- 25 listopada:
  - Trisha Brown, amerykańska choreografka, tancerka (zm. 2017)
  - Kenneth Steiner, amerykański duchowny katolicki
  - Giennadij Waganow, rosyjski biegacz narciarski
  - Anna Wojtaszek-Pazera-Bocson, polska lekkoatletka, oszczepniczka
- 26 listopada:
  - Adán Godoy, chilijski piłkarz
  - Jan Liberda, polski piłkarz (zm. 2020)
  - Jerzy Zdrada, polski historyk, polityk, poseł na Sejm RP
- 27 listopada – Zajd ar-Rifa’i, jordański polityk, premier Jordanii (zm. 2024)
- 28 listopada:
  - Micha’el Charisz, izraelski ekonomista i polityk
  - Carol Gilligan, amerykańska feministka, filozof, psycholog rozwojowa, pisarka
  - Gary Hart, amerykański polityk, senator ze stanu Kolorado
  - Théodore-Adrien Sarr, senegalski duchowny katolicki, arcybiskup Dakaru, kardynał
- 29 listopada – Marian Kozłowski, polski zootechnik, polityk, poseł na Sejm i senator RP (zm. 2014)
- 30 listopada – Eric Walter Elst, belgijski astronom (zm. 2022)
- 1 grudnia – Lize Marke, belgijska piosenkarka
- 2 grudnia:
  - Peter Duesberg, amerykański biolog
  - Mitică Popescu, rumuński aktor (zm. 2023)
  - Alicja Wyszyńska, polska aktorka (zm. 2016)
- 4 grudnia:
  - Grace Napolitano, amerykańska polityk, kongreswoman ze stanu Kalifornia
  - Barbara Sobotta, polska lekkoatletka, sprinterka (zm. 2000)
- 5 grudnia:
  - Danuta Iwanow, polska koszykarka
  - James Lee Burke, amerykański pisarz
  - Remigiusz Napiórkowski, polski pisarz, reportażysta
  - Lewis Nkosi, południowoafrykański pisarz i eseista (zm. 2010)
- 6 grudnia:
  - Peter Bürger, niemiecki krytyk literacki, teoretyk sztuki (zm. 2017)
  - Isacio Calleja, hiszpański piłkarz (zm. 2019)
  - Kenneth Copeland, amerykański pisarz, muzyk, mówca i teleewangelista neocharyzmatyczny
  - Bernadette Dupont, francuski polityk
  - Marian Pilot, polski pisarz, dziennikarz, scenarzysta filmowy (zm. 2024)
  - Reinhold Senn, austriacki saneczkarz (zm. 2023)
- 7 grudnia: 
  - Ołeksandr Szarkowski, ukraiński matematyk (zm. 2022)
  - Zygmunt Walkowski, polski fotograf
- 8 grudnia:
  - David Carradine, amerykański aktor i reżyser (zm. 2009)
  - Barbara Hulanicki, brytyjska projektantka mody polskiego pochodzenia
  - Juan Santisteban, hiszpański piłkarz, trener
- 9 grudnia:
  - Dino Piero Giarda, włoski ekonomista, polityk
  - Ben Pon, holenderski kierowca wyścigowy, strzelec sportowy (zm. 2019)
  - Joseph Kingsley Swampillai, lankijski duchowny katolicki
- 10 grudnia:
  - Stanisław Koszewski, polski fraszkopisarz, satyryk, poeta, autor tekstów piosenek
  - Sylwester Wilczek, polski hokeista (zm. 2025)
  - Roman Załuski, polski reżyser (zm. 2022)
- 11 grudnia – Hans van den Broek, holenderski polityk i prawnik (zm. 2025)
- 12 grudnia – Iolanda Balaș, rumuńska lekkoatletka, skoczkini wzwyż (zm. 2016)
- 13 grudnia – Aga Chan IV, imam aga chanów (zm. 2025)
- 14 grudnia:
  - Jan Beszta-Borowski, polski rolnik, polityk, poseł na Sejm RP (zm. 2021)
  - Stanisław Nowiński, polski technik agronom, polityk, poseł na Sejm PRL
  - Robert A. Parker, amerykański fizyk, astronauta
- 15 grudnia – Krzysztof Sadowski, polski pianista, organista i kompozytor
- 16 grudnia:
  - Elisabeth Kopp, szwajcarski polityk (zm. 2023)
  - Eugeniusz Kujawski, polski aktor
  - Maurice Setters, angielski piłkarz, trener (zm. 2020)
  - Piotr Wala, polski skoczek narciarski (zm. 2013)
  - Jerzy Wawrzak, polski pisarz (zm. 2023)
- 17 grudnia:
  - Jorge Bergoglio, argentyński duchowny katolicki, kardynał, od 13 marca 2013 papież (zm. 2025)
  - Klaus Kinkel, niemiecki polityk (zm. 2019)
- 18 grudnia – Harry Bild, szwedzki piłkarz (zm. 2025)
- 19 grudnia – James Provan, brytyjski polityk
- 20 grudnia: 
  - Jerzy Gruchalski, polski polityk, poseł na Sejm PRL (zm. 1996)
  - Józef Ćwiertnia, polski reżyser i scenarzysta (zm. 2022)
- 21 grudnia:
  - Maria Ciastowska, polska lekkoatletka, skoczni w dal, płotkarka
  - Hershel Gober, amerykański polityk
  - Henri Guybet, francuski aktor
  - Martin Kitchen, brytyjsko-kanadyjski historyk
- 22 grudnia:
  - Witold Antkowiak, polski piosenkarz (zm. 2022)[5]
  - Antoni Borowski, polski działacz opozycji demokratycznej, polityk, senator RP
  - James Burke, brytyjski historyk nauki
  - Héctor Elizondo, amerykański aktor
- 23 grudnia: 
  - Frederic Forrest, amerykański aktor (zm. 2023)
  - Stanisław Napierała, polski duchowny katolicki, biskup pomocniczy poznański i biskup kaliski
- 24 grudnia:
  - Léo Eichmann, szwajcarski piłkarz, bramkarz
  - Jan Gawęcki, polski pilot szybowcowy, doświadczalny i komunikacyjny
  - Bogdan Miś, polski dziennikarz, matematyk, popularyzator nauki  (zm. 2023)
- 25 grudnia – Aleksandra Ogilvy, członkini brytyjskiej rodziny królewskiej
- 26 grudnia:
  - Edward Gilbert, amerykański duchowny katolicki, biskup Roseau i arcybiskup Port-of-Spain
  - Gilchrist Olympio, togijski polityk
- 27 grudnia:
  - Carlos Blixen, urugwajski koszykarz (zm. 2022)
  - José Pérez Francés, hiszpański kolarz szosowy (zm. 2021)
  - Miguel Trovoada, polityk z Wysp Świętego Tomasza i Książęcej, premier i prezydent
- 28 grudnia:
  - Han Seung-soo, południowokoreański dyplomata, polityk, premier Korei Południowej
  - Edward Rymar, polski historyk, mediewista
  - Zeynəb Xanlarova, azerska śpiewaczka operowa (sopran)
- 29 grudnia:
  - Tony Buck, brytyjski zapaśnik (zm. 2021)
  - Szymon Krasicki, polski trener biegów narciarskich
  - Mary Tyler Moore, amerykańska aktorka (zm. 2017)

## Zmarli
- 1 stycznia – Stanisław Wójtowicz, polski polityk, działacz ludowy (ur. 1899)
- 5 stycznia – Ramón María del Valle-Inclán, hiszpański pisarz (ur. 1866)
- 16 stycznia – Albert Fish, amerykański seryjny morderca, kanibal, sadysta, masochista, pedofil (ur. 1870)
- 17 stycznia – Mateiu Ion Caragiale, rumuński prozaik i poeta (ur. 1885)
- 18 stycznia – Rudyard Kipling, pisarz brytyjski, laureat Nagrody Nobla (ur. 1865)
- 20 stycznia – Jerzy V, król Zjednoczonego Królestwa Wielkiej Brytanii i Irlandii (ur. 1865)
- 24 stycznia – John Mills, członek jazzowo-popowego kwartetu The Mills Brothers (ur. 1910)
- 3 lutego – Zofia Schönburg-Waldenburg, księżna Albanii i Wied (ur. 1885)
- 4 lutego – Wilhelm Gustloff, narodowy socjalista, szef zagranicznego oddziału organizacji NSDAP w Szwajcarii (ur. 1895)
- 8 lutego:
  - Charles Curtis, amerykański prawnik i polityk, wiceprezydent USA (ur. 1860)
  - Rahel Sanzara, niemiecka powieściopisarka i aktorka (ur. 1894)
- 26 lutego – Korekiyo Takahashi (jap. 高橋是清 Takahashi Korekiyo), japoński ekonomista i polityk (ur. 1854)
- 27 lutego – Iwan Pawłow (ros. Иван Петрович Павлов), fizjolog rosyjski, laureat Nagrody Nobla (ur. 1849)
- 28 lutego:
  - Daniel Brottier, francuski duchacz, misjonarz, błogosławiony katolicki (ur. 1876)
  - Charles Nicolle, francuski lekarz bakteriolog, laureat Nagrody Nobla (ur. 1866)
- 1 marca – Michaił Kuzmin (ros. Михаил Алексеевич Кузмин), poeta, pisarz i kompozytor rosyjski (ur. 1872)
- 6 marca – Josef Stránský, czeski dyrygent, kompozytor i marszand (ur. 1872)
- 18 marca – Elefterios Wenizelos (gr. Ελευθέριος Βενιζέλος), grecki polityk, prawnik, ośmiokrotny premier (ur. 1864)
- 21 marca – Aleksandr Głazunow (ros. Александр Константинович Глазунов), kompozytor rosyjski (ur. 1865)
- 29 marca – Eugène Marais, południowoafrykański pisarz, poeta i dziennikarz (ur. 1871)
- 8 kwietnia – Robert Bárány, austriacki lekarz węgierskiego pochodzenia, laureat Nagrody Nobla (ur. 1876)
- 12 kwietnia – Arne Hovde, norweski skoczek narciarski (ur. 1914)
- 15 kwietnia – Tessa Wheeler, angielska archeolog (ur. 1893)
- 18 kwietnia – Ottorino Respighi, kompozytor i muzykolog włoski (ur. 1879)
- 26 kwietnia – Julian Talko-Hryncewicz, polski lekarz, antropolog i etnograf, archeolog amator (ur. 1850)
- 27 kwietnia – Karl Pearson, angielski matematyk, prekursor statystyki matematycznej (ur. 1857)
- 30 kwietnia – Alfred Edward Housman, angielski filolog klasyczny i poeta (ur. 1859)
- 3 maja:
  - Caesar Mannelli, amerykański sportowiec, medalista olimpijski (ur. 1897)
  - Robert Michels, niemiecki socjolog (ur. 1876)
- 8 maja – Oswald Spengler, niemiecki filozof kultury i historii (ur. 1880)
- 16 maja – Julius Schreck, kierowca i ochroniarz Adolfa Hitlera, założyciel i pierwszy dowódca Schutzstaffel (SS) (ur. 1898)
- 25 maja – Ján Levoslav Bella – słowacki ksiądz katolicki i teolog, kompozytor i dyrygent (ur. 1843)
- 29 maja – Henryk Marecki powstaniec styczniowy (ur. 1841 lub 1848)
- 8 czerwca – Julian Nowicki – działacz komunistyczny i związkowy (ur. 1912)
- 9 czerwca – Alojzy Boccardo, włoski duchowny katolicki, błogosławiony (ur. 1861)
- 11 czerwca – Robert E. Howard, amerykański pisarz fantasy (ur. 1906)
- 12 czerwca
  - M.R. James, brytyjski naukowiec i pisarz, twórca opowieści niesamowitych (ur. 1862)
  - Karl Kraus, austriacki dramaturg, poeta, pisarz, aforysta, publicysta (ur. 1874)
- 14 czerwca – Gilbert Keith Chesterton, pisarz angielski (ur. 1874)
- 18 czerwca – Maksim Gorki (ros. Максим Горький), pisarz rosyjski (ur. 1868)
- 22 czerwca – Moritz Schlick, niemiecki filozof (ur. 1882)
- 26 czerwca – Andrzej Jacek Longhin, włoski kapucyn, biskup, błogosławiony (ur. 1863)
- 20 lipca:
  - Franciszka Aldea Araujo, hiszpańska zakonnica, męczennica, błogosławiona katolicka (ur. 1881)
  - Rita Dolores Pujalte Sanchez, hiszpańska zakonnica, męczennica, błogosławiona katolicka (ur. 1853)
- 21 lipca – Georg Michaelis, kanclerz Rzeszy oraz premier Prus (ur. 1857)
- 23 lipca:
  - Piotr Ruiz de los Paños y Ángel, hiszpański duchowny katolicki, męczennik, błogosławiony (ur. 1881)
  - Józef Sala Picó, hiszpański duchowny katolicki, męczennik, błogosławiony (ur. 1888)
- 24 lipca:
  - María Mercedes Prat, hiszpańska terezjanka, męczennica, błogosławiona katolicka (ur. 1880)
  - hiszpańskie karmelitanki zastrzelone w Guadalajarze:
    - Teresa od Dzieciątka Jezus i św. Jana od Krzyża García y García, męczennica, błogosławiona katolicka (ur. 1909)
    - Maria Pilar od św. Franciszka Borgiasza Martínez Garcia, męczennica, błogosławiona katolicka (ur. 1877)
    - Maria Angeles od św. Józefa Valtierra Tordesillas, męczennica, błogosławiona katolicka (ur. 1905)
- 25 lipca – hiszpańscy augustianie rekolekci rozstrzelani w Motril:
  - Józef Ryszard Diez, męczennik, błogosławiony katolicki (ur. 1909)
  - Leon Inchausti, męczennik, błogosławiony katolicki (ur. 1859)
  - Julian Moreno, męczennik, błogosławiony katolicki (ur. 1871)
  - Deogracias Palacios, męczennik, błogosławiony katolicki (ur. 1901)
  - Józef Rada, męczennik, błogosławiony katolicki (ur. 1861)
- 26 lipca:
  - Emanuel Martin Sierra, hiszpański duchowny katolicki, męczennik, błogosławiony (ur. 1892)
  - Wincenty Pinilla, hiszpański augustianin rekolekta, męczennik, błogosławiony katolicki (ur. 1870)
- 27 lipca:
  - Zachariasz Abadia Buesa, hiszpański salezjanin, męczennik, błogosławiony katolicki (ur. 1913)
  - Filip Hernández Martínez, hiszpański salezjanin, męczennik, błogosławiony katolicki (ur. 1913)
  - Teodor Illera del Olmo, hiszpański zakonnik, męczennik, błogosławiony katolicki (ur. 1883)
  - Modest Vegas Vegas, hiszpański franciszkanin, męczennik, błogosławiony katolicki (ur. 1912)
- 28 lipca – Piotr Poveda Castroverde, hiszpański karmelita, założyciel Instytutu Terezjańskiego, męczennik, święty katolicki (ur. 1874)
- 29 lipca:
  - Józef Calasanz Marqués, hiszpański salezjanin, męczennik, błogosławiony katolicki (ur. 1872)
  - Joachim Vilanova Camallonga, hiszpański duchowny katolicki, męczennik, błogosławiony (ur. 1888)
- 30 lipca:
  - Sergiusz Cid Pazo, hiszpański salezjanin, męczennik, błogosławiony katolicki (ur. 1884)
  - Zozym Izquierdo Gil, hiszpański duchowny katolicki, męczennik, błogosławiony (ur. 1895)
- 31 lipca:
  - Dionizy Wincenty Ramos, hiszpański franciszkanin, męczennik, błogosławiony katolicki (ur. 1871)
  - Franciszek Remón Játiva, hiszpański franciszkanin, męczennik, błogosławiony katolicki (ur. 1890)
  - hiszpańskie karmelitanki misjonarki rozstrzelane w Barcelonie:
    - Daniela od św. Barnaby, męczennica, błogosławiona katolicka (ur. 1890)
    - Gabriela od św. Jana od Krzyża, męczennica, błogosławiona katolicka (ur. 1880)
    - Maria Refugia od św. Anioła, męczennica, błogosławiona katolicka (ur. 1878)
    - Sperancja od Krzyża, męczennica, błogosławiona katolicka (ur. 1875)
- 2 sierpnia – Louis Blériot, francuski wynalazca i pionier lotnictwa (ur. 1872)
- 3 sierpnia:
  - Salwator Ferrandis Seguí, hiszpański duchowny katolicki, męczennik, błogosławiony (ur. 1880)
  - Alfons López López, hiszpański franciszkanin, męczennik, błogosławiony (ur. 1878)
  - Michał Remón Salvador, hiszpański franciszkanin, męczennik, błogosławiony (ur. 1907)
- 4 sierpnia – Wincenty Rubiols Castelló, hiszpański duchowny katolicki, męczennik, błogosławiony (ur. 1874)
- 5 sierpnia – Salwiusz Huix Miralpeix, hiszpański filipin, biskup Ibizy, męczennik, błogosławiony katolicki (ur. 1877)
- 6 sierpnia:
  - Ramón Acín, hiszpański nauczyciel, pisarz, artysta awangardowy (ur. 1888)
  - Karol López Vidal, hiszpański działacz Akcji Katolickiej, męczennik, błogosławiony katolicki (ur. 1894)
- 8 sierpnia:
  - Zefiryn Giménez Malla, hiszpański Rom, tercjarz franciszkański, męczennik, błogosławiony katolicki (ur. 1861)
  - Antoni Silvestre Moya, hiszpański duchowny katolicki, męczennik, błogosławiony (ur. 1892)
- 9 sierpnia:
  - Florentyn Asensio Barroso, hiszpański biskup katolicki, męczennik, błogosławiony (ur. 1877)
  - German Garrigues Hernández, hiszpański kapucyn, męczennik, błogosławiony katolicki (ur. 1895)
  - Dionizy Ludwik Molinos Coloma, hiszpański lasalianin, męczennik, błogosławiony katolicki (ur. 1890)
  - Julian Pozo Ruiz de Samaniego, hiszpański redemptorysta, męczennik, błogosławiony katolicki (ur. 1903)
  - Wilhelm Plaza Hernández, hiszpański duchowny katolicki, męczennik, błogosławiony (ur. 1908)
- 10 sierpnia:
  - Wiktor (Wiktorian) Calvo Lozano, hiszpański redemptorysta, męczennik, błogosławiony katolicki (ur. 1896)
  - Salwator Estrugo Solves, hiszpański duchowny katolicki, męczennik, błogosławiony (ur. 1862)
  - Józef Ksawery Gorosterratzu Jaunarena, hiszpański redemptorysta, męczennik, błogosławiony katolicki (ur. 1877)
  - Józef Toledo Pellicer, hiszpański duchowny katolicki, męczennik, błogosławiony (ur. 1909)
- 11 sierpnia:
  - Rafał Alonso Gutierrez, hiszpański działacz Akcji Katolickiej, męczennik, błogosławiony katolicki (ur. 1890)
  - Karol Díaz Gandía, hiszpański działacz Akcji Katolickiej, męczennik, błogosławiony katolicki (ur. 1907)
- 12 sierpnia:
  - Manuel Basulto Jiménez, hiszpański biskup katolicki, męczennik, błogosławiony (ur. 1869)
  - Manuel Borras, hiszpański biskup katolicki, męczennik, błogosławiony (ur. 1880)
  - Wiktoria Díez Bustos de Molina, hiszpańska męczennica, błogosławiona katolicka (ur. 1903)
  - Antoni Perulles Estivill, hiszpański duchowny katolicki, męczennik, błogosławiony (ur. 1892)
- 13 sierpnia:
  - Ferdynand Saperas Aluja, hiszpański klaretyn, męczennik, błogosławiony katolicki (ur. 1905)
  - rozstrzelani w Salàs de Pallars (Hiszpania):
    - Sylwester Arnau y Pasqüet, hiszpański duchowny katolicki, męczennik, błogosławiony (ur. 1911)
    - Józef Boher Foix, hiszpański duchowny katolicki, męczennik, błogosławiony (ur. 1887)
    - Piotr Martret Moles, hiszpański duchowny katolicki, męczennik, błogosławiony (ur. 1901)
    - Józef Jan Perot Juanmartí, hiszpański duchowny katolicki, męczennik, błogosławiony (ur. 1877)
    - Józef Tápies Sirvant, hiszpański duchowny katolicki, męczennik, błogosławiony (ur. 1869)
- 14 sierpnia – Feliks Yuste Cava, hiszpański duchowny katolicki, męczennik, błogosławiony (ur. 1887)
- 15 sierpnia:
  - Grazia Deledda, włoska powieściopisarka i nowelistka, laureatka Nagrody Nobla (ur. 1871)
  - Stanisław Niewiadomski, polski kompozytor, dyrygent, pedagog (ur. 1857)
  - Józef Maria Peris Polo, hiszpański duchowny katolicki, męczennik, błogosławiony (ur. 1889)
  - Maria Sagrario od św. Alojzego Gonzagi, hiszpańska karmelitanka, męczennica, błogosławiona katolicka (ur. 1881)
  - Karmel Sastre Sastre, hiszpański duchowny katolicki, męczennik, błogosławiony (ur. 1890)
  - Wincenty Soler, hiszpański augustianin rekolekta, męczennik, błogosławiony katolicki (ur. 1867)
- 16 sierpnia:
  - Henryk García Beltrán, hiszpański kapucyn, męczennik, błogosławiony katolicki (ur. 1913)
  - Placyd García Gilabert, hiszpański franciszkanin, męczennik, błogosławiony katolicki (ur. 1895)
- 17 sierpnia – Józef Maria z Manili, filipiński kapucyn, męczennik, błogosławiony katolicki (ur. 1880)
- 18 sierpnia:
  - Wincenty Maria Izquierdo Alcón, hiszpański duchowny katolicki, męczennik, błogosławiony (ur. 1891)
  - Marcin Martínez Pascual, hiszpański duchowny katolicki, męczennik, błogosławiony (ur. 1910)
- 19 sierpnia:
  - Federico García Lorca, poeta hiszpański (ur. 1898)
  - Franciszek Ibáñez Ibáñez, hiszpański duchowny katolicki, męczennik, błogosławiony (ur. 1876)
  - Tomasz Sitjar Fortiá, hiszpański jezuita, męczennik, błogosławiony katolicki (ur. 1866)
  - karmelitanki miłosierdzia zamordowane na plaży Playa del Saler w pobliżu Walencji:
    - María Calaf Miracle de Nuestra Senora de la Providencia, hiszpańska zakonnica, męczennica, błogosławiona (ur. 1871)
    - Teresa od Matki Boskiego Pasterza Chambó y Palés, hiszpańska zakonnica, męczennica, błogosławiona (ur. 1889)
    - Agata od NMP Patronki Cnót Hernández Amorós, hiszpańska zakonnica, męczennica, błogosławiona (ur. 1893)
    - Róża od Matki Bożej Dobrej Rady Pedret Rull, hiszpańska zakonnica, męczennica, błogosławiona katolicka (ur. 1864)
    - Elwira od Narodzenia NMP Torrentallé Paraire, hiszpańska zakonnica, męczennica, błogosławiona (ur. 1883)
- 20 sierpnia – Maria Climent Mateu, hiszpańska działaczka Akcji Katolickiej, męczennica, błogosławiona katolicka (ur. 1887)
- 21 sierpnia:
  - Franciszek Calvo Burillo, hiszpański dominikanin, męczennik, błogosławiony katolicki (ur. 1881)
  - Eugène Dabit, francuski pisarz (ur. 1898)
  - Ludwik Urbano Lanaspa, hiszpański dominikanin, męczennik, błogosławiony katolicki (ur. 1882)
- 22 sierpnia:
  - Serafina Emanuela Justa Fernández Ibero, hiszpańska kapucynka od Świętej Rodziny, męczennica, błogosławiona katolicka (ur. 1872)
  - Wiktoria Quintana Argos, hiszpańska kapucynka od Świętej Rodziny, męczennica, błogosławiona katolicka (ur. 1866)
- 23 sierpnia:
  - Juliette Adam, francuska pisarka (ur. 1836)
  - Konstantyn Carbonell Sempere, hiszpański jezuita, męczennik, błogosławiony katolicki (ur. 1866)
  - Jan Maria od Krzyża (Marian García Méndez), hiszpański sercanin, męczennik, błogosławiony katolicki (ur. 1891)
  - Piotr Gelabert Amer, hiszpański jezuita, męczennik, błogosławiony katolicki (ur. 1887)
  - Urban Gil Sáez, hiszpański męczennik, błogosławiony katolicki (ur. 1901)
  - Rajmund Grimaltós Monllor, hiszpański jezuita, męczennik, błogosławiony katolicki (ur. 1861)
- 26 sierpnia:
  - Maria od Aniołów Ginard Martí, hiszpańska zakonnica, męczennica, błogosławiona katolicka (ur. 1894)
  - Fakunda Margenat, hiszpańska zakonnica, męczennica, błogosławiona katolicka (ur. 1876)
  - Ambroży Valls Matamales, hiszpański kapucyn, męczennik, błogosławiony katolicki (ur. 1870)
- 27 sierpnia:
  - Ferdynand González Añón, hiszpański duchowny katolicki, męczennik, błogosławiony (ur. 1886)
  - Rajmund Marcin Soriano, hiszpański duchowny katolicki, męczennik, błogosławiony (ur. 1902)
- 28 sierpnia:
  - Jan Chrzciciel Faubel Cano, hiszpański działacz Akcji Katolickiej, męczennik, błogosławiony katolicki (ur. 1889)
  - Aureliusz z Vinalesy, hiszpański kapucyn, męczennik, błogosławiony katolicki (ur. 1896)
  - Artur Ros Montalt, hiszpański działacz Akcji Katolickiej, męczennik, błogosławiony katolicki (ur. 1901)
- 29 sierpnia – Piotr de Asúa Mendía, hiszpański duchowny katolicki, męczennik, błogosławiony (ur. 1890)
- 30 sierpnia:
  - Joachim Ferrer Adell, hiszpański kapucyn, męczennik, błogosławiony katolicki (ur. 1879)
  - Modest García Martí, hiszpański kapucyn, męczennik, błogosławiony katolicki (ur. 1880)
  - Józefa Monrabal, hiszpańska zakonnica, męczennica, błogosławiona katolicka (ur. 1901)
- 1 września:
  - María del Carmen Moreno Benítez, hiszpańska salezjanka, męczennica, błogosławiona katolicka (ur. 1885)
  - Józef Samsó y Elias, hiszpański duchowny katolicki, męczennik, błogosławiony (ur. 1887)
  - Alfons Sebastiá Viñals, hiszpański duchowny katolicki, męczennik, błogosławiony (ur. 1910)
- 4 września:
  - Paschalis Carda Saporta, hiszpański duchowny katolicki, męczennik, błogosławiony (ur. 1893)
  - Bernard z Lugar Nuevo de Fenollet, hiszpański kapucyn, męczennik, błogosławiony katolicki (ur. 1867)
  - Franciszek Sendra Ivars, hiszpański duchowny katolicki, męczennik, błogosławiony (ur. 1899)
- 6 września:
  - María Amparo Carbonell Muñoz, hiszpańska salezjanka, męczennica, błogosławiona katolicka (ur. 1893)
  - Dydak Llorca Llopis, hiszpański duchowny katolicki, męczennik, błogosławiony (ur. 1896)
  - Paschalis Torres Lloret, hiszpański działacz Akcji Katolickiej, męczennik, błogosławiony katolicki (ur. 1885)
- 7 września:
  - Maryn Blanes Giner, hiszpański działacz Akcji Katolickiej, męczennik, błogosławiony katolicki (ur. 1888)
  - Paschalis Fortuño Almela, hiszpański franciszkanin, męczennik, błogosławiony katolicki (ur. 1886)
- 8 września:
  - Apolonia Lizarraga od Najświętszego Sakramentu, hiszpańska karmelitanka miłosierdzia, męczennica, błogosławiona katolicka (ur. 1867)
  - Maria Dolores od św. Eulalii Puig Bonany, hiszpańska zakonnica ze Zgromadzenia Małych Sióstr Opuszczonych Starców, męczennica, błogosławiona katolicka (ur. 1857)
  - Józefa od św. Jana Bożego Ruano García, hiszpańska zakonnica ze Zgromadzenia Małych Sióstr Opuszczonych Starców, męczennica, błogosławiona katolicka (ur. 1854)
- 9 września – Izmael Escrihuela Esteve, hiszpański męczennik, błogosławiony katolicki (ur. 1902)
- 11 września:
  - Wincenty Pelufo Corts, hiszpański duchowny katolicki, męczennik, błogosławiony (ur. 1868)
  - Józef Maria Segura Penadés, hiszpański duchowny katolicki, męczennik, błogosławiony (ur. 1896)
- 13 września – Józef Álvarez-Benavides de la Torre, hiszpański duchowny katolicki, męczennik, błogosławiony (ur. 1865)
- 15 września – Paschalis Penades Jornet, hiszpański duchowny katolicki, męczennik, błogosławiony (ur. 1894)
- 16 września – Jean-Baptiste Charcot, francuski żeglarz i badacz polarny (ur. 1867)
- 17 września – Jan Ventura Solsona, hiszpański duchowny katolicki, męczennik, błogosławiony (ur. 1875)
- 18 września:
  - Karol Eraña Guruceta, hiszpański marianista, męczennik, błogosławiony (ur. 1884)
  - Józef García Mas, hiszpański duchowny katolicki, męczennik, błogosławiony (ur. 1896)
  - Ferdynand García Sendra, hiszpański duchowny katolicki, męczennik, błogosławiony (ur. 1905)
- 19 września – Franciszka Cualladó Baixauli, hiszpańska działaczka Akcji Katolickiej, męczennica, błogosławiona katolicka (ur. 1890)
- 21 września:
  - María de la Purificación Vidal Pastor, hiszpańska działaczka Akcji Katolickiej, męczennica, błogosławiona katolicka (ur. 1892)
  - Emanuel Torró García, hiszpański działacz Akcji Katolickiej, męczennik, błogosławiony katolicki (ur. 1902)
  - Wincenty Galbis Girones, hiszpański prawnik, męczennik, błogosławiony katolicki (ur. 1910)
- 22 września:
  - Germán Gozalbo Andreu, hiszpański duchowny katolicki, męczennik, błogosławiony (ur. 1913)
  - Józefina Moscardó Montalvá, hiszpańska działaczka Akcji Katolickiej, męczennica, błogosławiona katolicka (ur. 1880)
  - Wincenty Sicluna Hernández, hiszpański duchowny katolicki, męczennik, błogosławiony (ur. 1859)
- 23 września:
  - Wincenty Ballester Far, hiszpański duchowny katolicki, męczennik, błogosławiony (ur. 1888)
  - Zofia Ximénez Ximénez, hiszpańska działaczka Akcji Katolickiej, męczennica, błogosławiona katolicka (ur. 1876)
- 24 września:
  - Józef Rajmund Ferragud Girbés, hiszpański działacz Akcji Katolickiej, męczennik, błogosławiony katolicki (ur. 1887)
  - Józef Maria Ferrándiz Hernández, hiszpański duchowny katolicki, męczennik, błogosławiony (ur. 1879)
  - Encarnación Gil Valls, hiszpańska działaczka Akcji Katolickiej, męczennica, błogosławiona katolicka (ur. 1888)
- 25 września – Jezus Hita Miranda, hiszpański marianista, męczennik, błogosławiony (ur. 1900)
- 26 września:
  - Herminia Martínez Amigó, hiszpańska działaczka Akcji Katolickiej, męczennica, błogosławiona katolicka (ur. 1887)
  - Maria Pilar Jordá Botella, hiszpańska działaczka Akcji Katolickiej, męczennica, błogosławiona katolicka (ur. 1905)
  - Krescencja Valls Espí, hiszpańska działaczka Akcji Katolickiej, męczennica, błogosławiona katolicka (ur. 1863)
  - Bonawentura Esteve Flores, hiszpański kapucyn, męczennik, błogosławiony katolicki (ur. 1897)
  - Rafał Pardo Molina, hiszpański dominikanin, męczennik, błogosławiony katolicki (ur. 1899)
  - Harriet Monroe, amerykańska poetka (ur. 1860)
- 27 września:
  - Fidelis Climent Sanchés, hiszpański kapucyn, męczennik, błogosławiony katolicki (ur. 1856)
  - Franciszka Ksawera Maria Fenollosa Alcaina, hiszpańska męczennica, błogosławiona katolicka (ur. 1901)
  - Józef Fenollosa Alcayna, hiszpański duchowny katolicki, męczennik, błogosławiony (ur. 1903)
- 28 września:
  - Amalia Abad Casasempere, hiszpańska działaczka Akcji Katolickiej, męczennica, błogosławiona katolicka (ur. 1897)
  - Józef Tarrats Comaposada, hiszpański jezuita, męczennik, błogosławiony (ur. 1878)
- 29 września:
  - Antonio Arribas Hortigüela, hiszpański zakonnik, męczennik, błogosławiony katolicki (ur. 1908)
  - Joseph Franzkowski, śląski kronikarz (ur. 1850)
  - Paweł Bori Puig, hiszpański jezuita, męczennik, błogosławiony katolicki (ur. 1864)
  - Franciszek de Paula Castello y Aleu, hiszpański działacz Akcji Katolickiej, męczennik, błogosławiony katolicki (ur. 1914)
  - Dariusz Hernández Morató, hiszpański jezuita, męczennik, błogosławiony katolicki (ur. 1880)
  - Jakub Mestre Iborra, hiszpański kapucyn, męczennik, błogosławiony katolicki (ur. 1909)
  - Wincenty Sales Genovés, hiszpański jezuita, męczennik, błogosławiony katolicki (ur. 1881)
- 1 października – Florencja Caerols Martínez, hiszpańska działaczka Akcji Katolickiej, męczennica, błogosławiona katolicka (ur. 1890)
- 2 października:
  - Izydor Bover Oliver, hiszpański duchowny katolicki, męczennik, błogosławiony (ur. 1890)
  - Eliasz Carbonell Mollá, hiszpański duchowny katolicki, męczennik, błogosławiony (ur. 1869)
  - Jan Carbonell Mollá, hiszpański duchowny katolicki, męczennik, błogosławiony (ur. 1874)
  - Henryk Sáiz Aparicio, hiszpański duchowny katolicki, męczennik, błogosławiony (ur. 1889)
- 3 października – Henryk Julian Gay, polski architekt i inżynier (ur. 1875)
- 4 października:
  - Józef Canet Giner, hiszpański duchowny katolicki, męczennik, błogosławiony (ur. 1903)
  - Henryk Morant Pellicer, hiszpański duchowny katolicki, męczennik, błogosławiony (ur. 1908)
  - Alfred Pellicer Muñoz, hiszpański franciszkanin, męczennik, błogosławiony (ur. 1914)
- 9 października – Friedrich von Oppeln-Bronikowski, niemiecki pisarz i tłumacz (ur. 1873)
- 12 października:
  - Józef González Huguet, hiszpański duchowny katolicki, męczennik, błogosławiony (ur. 1874)
  - Pacyfik Salcedo Puchades, hiszpański kapucyn, męczennik, błogosławiony katolicki (ur. 1874)
- 14 października – Anna María Aranda Riera, hiszpańska działaczka Akcji Katolickiej, męczennica, błogosławiona katolicka (ur. 1888)
- 15 października – Narcyz Basté Basté, hiszpański jezuita, męczennik, błogosławiony katolicki (ur. 1866)
- 17 października:
  - Rajmund Stefan Bou Pascual, hiszpański duchowny katolicki, męczennik, błogosławiony (ur. 1906)
  - Tarzylla Córdoba Belda, hiszpańska działaczka Akcji Katolickiej, męczennica, błogosławiona katolicka (ur. 1861)
  - Fidelis Fuidio Rodríguez, hiszpański marianista, męczennik, błogosławiony (ur. 1880)
- 19 października – Lu Xun, chiński pisarz (ur. 1881)
- 23 października:
  - Józef Maria Fernández Sánchez, hiszpański lazarysta, męczennik, błogosławiony katolicki (ur. 1875)
  - Leonard Olivera Buera, hiszpański duchowny katolicki, męczennik, błogosławiony (ur. 1889)
  - Honorat Zorraquino Herrero, hiszpański lasalianin, męczennik, błogosławiony katolicki (ur. 1908)
- 25 października:
  - Rekared Centelles Abad, hiszpański duchowny katolicki, męczennik, błogosławiony (ur. 1904)
  - Maria Teresa Ferragut Roig, hiszpańska działaczka Akcji Katolickiej, męczennica, błogosławiona katolicka (ur. 1853)
  - Maria Wincencja Masia Ferragut, hiszpańska klaryska kapucynka, męczennica, błogosławiona katolicka (ur. 1882)
  - Maria Weronika Masia Ferragut, hiszpańska klaryska kapucynka, męczennica, błogosławiona katolicka (ur. 1884)
  - Maria Felicyta Masiá Ferragut, hiszpańska klaryska kapucynka, męczennica, błogosławiona katolicka (ur. 1890)
  - Józefa Rajmunda Masia Ferragut, hiszpańska augustianka, męczennica, błogosławiona katolicka (ur. 1897)
- 27 października – Salwator Mollar Ventura, hiszpański franciszkanin, męczennik, błogosławiony katolicki (ur. 1896)
- 28 października:
  - Salwator Damian Enguix Garés, hiszpański działacz Akcji Katolickiej, męczennik, błogosławiony katolicki (ur. 1862)
  - Józef Ruiz Bruixola, hiszpański duchowny katolicki, męczennik, błogosławiony (ur. 1857)
- 30 października – Ferdynand Ruszczyc, polski malarz, grafik, rysownik, scenograf, pedagog (ur. 1870)
- 31 października – Ignacy Daszyński, polski polityk (ur. 1866)
- 4 listopada – María del Carmen Viel Ferrando, hiszpańska działaczka Akcji Katolickiej, męczennica, błogosławiona katolicka (ur. 1893)
- 12 listopada:
  - Józef Rajmund Medes Ferris, hiszpański działacz Akcji Katolickiej, męczennik, błogosławiony katolicki (ur. 1885)
  - Stefan Grabiński, polski pisarz grozy (ur. 1887)
- 13 listopada:
  - Maria Patrocinio od św. Jana Giner Gómis hiszpańska klaretynka, męczennica, błogosławiona katolicka (ur. 1874)
  - Jan Gonga Martínez, hiszpański działacz Akcji Katolickiej, męczennik, błogosławiony katolicki (ur. 1912)
- 19 lub 20 listopada:
  - Elizeusz García García, hiszpański salezjanin, męczennik, błogosławiony katolicki (ur. 1907)
  - Aleksander Planas Saurí, hiszpański męczennik, błogosławiony katolicki (ur. 1878)
- 20 listopada – Isabel Ferrer Sabria, hiszpańska błogosławiona katolicka (ur. 1852)
- 24 listopada – karmelitanki miłosierdzia zamordowane podczas hiszpańskiej wojny domowej:
  - Daria Campillo Paniagua de Santa Sofia, męczennica, błogosławiona katolicka (ur. 1873)
  - Kandyda od NMP Anielskiej Cayuso González, męczennica, błogosławiona katolicka (ur. 1901)
  - Erundina od Matki Boskiej Szkaplerznej Colino Vega, męczennica, błogosławiona katolicka (ur. 1883)
  - Klara od NMP Naszej Nadziei Ezcurra Urrutia, męczennica, błogosławiona katolicka (ur. 1896)
  - Antonina od św. Tymoteusza Gosens Saez de Ibarra, męczennica, błogosławiona katolicka (ur. 1870)
  - Paula Isla Alonso de Santa Anastasia, męczennica, błogosławiona katolicka (ur. 1863)
- 27 listopada – Basil Zaharoff, grecki handlarz uzbrojeniem i finansista (ur. 1849)
- 28 listopada – Alojzy Campos Górriz, hiszpański prawnik, męczennik, błogosławiony katolicki (ur. 1905)
- 29 listopada – Alfred Simón Colomina, hiszpański jezuita, męczennik, błogosławiony (ur. 1877)
- 30 listopada:
  - Maria del Olvido Noguera Albelda, hiszpańska działaczka Akcji Katolickiej, męczennica, błogosławiona katolicka (ur. 1903)
  - Wincenty Queralt Lloret, hiszpański lazarysta, męczennik, błogosławiony katolicki (ur. 1894)
- 5 grudnia – Augustyna Pena Rodríguez, hiszpańska zakonnica, męczennica, błogosławiona katolicka (ur. 1900)
- 6 grudnia – Luiza Maria Frías Cañizares, hiszpańska działaczka Akcji Katolickiej, męczennica, błogosławiona katolicka (ur. 1896)
- 8 grudnia – Józef Maria Zabal Blasco, hiszpański działacz Akcji Katolickiej, męczennik, błogosławiony katolicki (ur. 1898)
- 10 grudnia:
  - Adolf Mariano, hiszpański zakonnik, męczennik, błogosławiony katolicki (ur. 1910)
  - Antoni Maria Martín Hernández, hiszpański salezjanin, męczennik, błogosławiony katolicki (ur. 1885)
  - Luigi Pirandello, pisarz włoski, laureat Nagrody Nobla (ur. 1867)
  - Gonsalwy Viñes Masip, hiszpański duchowny katolicki, męczennik, błogosławiony (ur. 1883)
- 11 grudnia – Pilar Villalonga Villalba, hiszpańska działaczka Akcji Katolickiej, męczennica, błogosławiona katolicka (ur. 1891)
- 22 grudnia – Nikołaj Ostrowski (ros. Николай Алексеевич Островский), radziecki pisarz (ur. 1904)
- 23 grudnia – Paweł Meléndez Gonzalo, hiszpański prawnik i dziennikarz, męczennik, błogosławiony katolicki (ur. 1876)
- 25 grudnia – Ole Østervold, norweski żeglarz, medalista olimpijski (ur. 1872)
- 27 grudnia:
  - Mehmet Âkif Ersoy, turecki poeta i polityk (ur. 1873)
  - Józef Maria Corbín Ferrer, hiszpański działacz Akcji Katolickiej, męczennik, błogosławiony katolicki (ur. 1914)
  - Krystyna Roy, słowacka pisarka i poetka (ur. 1860)
  - Leon Wyczółkowski, polski malarz (ur. 1852)
- 29 grudnia:
  - Jan Chrzciciel Ferreres Boluda, hiszpański jezuita, męczennik, błogosławiony katolicki (ur. 1861)
  - Henryk Juan Requena, hiszpański duchowny katolicki, męczennik, błogosławiony (ur. 1907)
  - Józef Perpina Nacher, hiszpański prawnik i dziennikarz, męczennik, błogosławiony katolicki (ur. 1911)
- 31 grudnia – Miguel de Unamuno, hiszpański filozof, dramaturg, pisarz i poeta (ur. 1864)

## Zdarzenia astronomiczne
- 19 czerwca – całkowite zaćmienie Słońca

## Nagrody Nobla
- z fizyki – Victor Hess, Carl Anderson
- z chemii – Peter Debye
- z medycyny – Henry Dale, Otto Loewi
- z literatury – Eugene O’Neill
- nagroda pokojowa – Carlos de Saavedra Lamas

## Święta ruchome
- Tłusty czwartek: 20 lutego
- Ostatki: 25 lutego
- Popielec: 26 lutego
- Niedziela Palmowa: 5 kwietnia
- Pamiątka śmierci Jezusa Chrystusa: 6 kwietnia
- Wielki Czwartek: 9 kwietnia
- Wielki Piątek: 10 kwietnia
- Wielka Sobota: 11 kwietnia
- Wielkanoc: 12 kwietnia
- Poniedziałek Wielkanocny: 13 kwietnia
- Wniebowstąpienie Pańskie: 21 maja
- Zesłanie Ducha Świętego: 31 maja
- Boże Ciało: 11 czerwca